# Mateřídouška
Mateřídouška (Thymus) je rod aromatických rostlin z čeledi hluchavkovitých. Jsou to vzpřímené nebo poléhavé stálezelené polokeře,  keříky nebo na bázi dřevnatějící byliny, s drobnými tuhými listy a žlázkami produkujícími vonné silice. Růžové nebo bílé květy jsou uspořádány ve složených lichopřeslenech, mohou být oboupohlavné nebo pouze samičí. Opylovány jsou hmyzem, plody jsou tvrdky. Taxonomicky patří k velmi obtížným rodům se složitými genetickými poměry a velkou morfologickou proměnlivostí; jednotlivé druhy jsou si často značně podobné a též se spolu snadno kříží. 
Mateřídoušky jsou rozšířeny ve většině Evropy a velké části Asie, v severní Africe, v Etiopské vysočině, na ostrovech Makaronésie a na jižním pobřeží Grónska. Největší druhové i fylogenetické diverzity dosahují v západním Středomoří, kde se též nachází vývojové centrum rodu. Vyrůstají obvykle na plném slunci v suchých trávnících, na mezích a skalnatých stráních, v lesních lemech a světlých lesích, ve středomořských nízkých křovinách zvaných garrigue, někdy i na vysokohorských holích nad horní hranicí lesa. V české květeně se vyskytují zástupci 7 původních druhů a řada přirozených kříženců. Nejčastějším druhem je zde mateřídouška vejčitá (Thymus pulegioides). Jeden druh, mateřídouška ozdobná sudetská, patří ke kriticky ohroženým.  
Mateřídouška patří ke starým a velmi oblíbeným léčivým bylinám. Droga má silné antiseptické, antibakteriální, fungicidní, spazmolytické a uklidňující účinky, navozuje příjemný spánek, pomáhá proti stresu a nervovému vypětí a podporuje imunitní systém organismu. Používá se ve formě sirupů, čajů a tinktur proti kašli, zahlenění, zažívacím a žaludečním potížím jako jsou nadýmání a průjmy, k ošetření hnisavých nehojících se ran, k bylinným koupelím nebo k výplachům dutin. Představuje důležitou surovinu v aromaterapii a kosmetice. Jako koření je vhodná k masitým, zeleninovým i sladkým pokrmům či jako bouquet garni, dále do omáček, marinád, bylinkových octů a másel. Vyrábí se z ní bylinné likéry. Jsou to významné medonosné rostliny s dobrou produkcí nektaru, známy jsou druhové medy produkované zejména ve Středomoří. Často se pěstují i různé zahradní okrasné kultivary. Objevuje se také v mytologii, lidové kultuře a literatuře. V tradiční české literatuře bývá spojována se vzpomínkami na mateřskou lásku.

## Etymologie
Český název je odvozen z obrazného pojmenování „douška“, tj. duše matky (staročesky mateřie dúška), což je nejspíše doslovný překlad latinského výrazu matris animula zmiňovaného v díle Origines biskupa Isidora Sevillského. Původně zřejmě odkazoval k rozšířené lidové pověsti o této květině jako duši zemřelé matky, která její vůní vyjadřuje lásku svým dětem. Později byla ztotožněna s matkou Boží, jak o tom svědčí např. ruský lidový výraz pro mateřídoušku „bogorodskaja travka“. Nářečními výrazy typickými zejména pro Slezsko jsou mateřinka či mateřánka, na jižní Moravě též babídouška či mařídouška (podle Maří Magdalény). Latinský název pochází z řečtiny, jeho základem je buď slovo thyo (parfém, vůně), nebo thymos (síla, odvaha).

## Charakteristika

### Vegetativní orgány

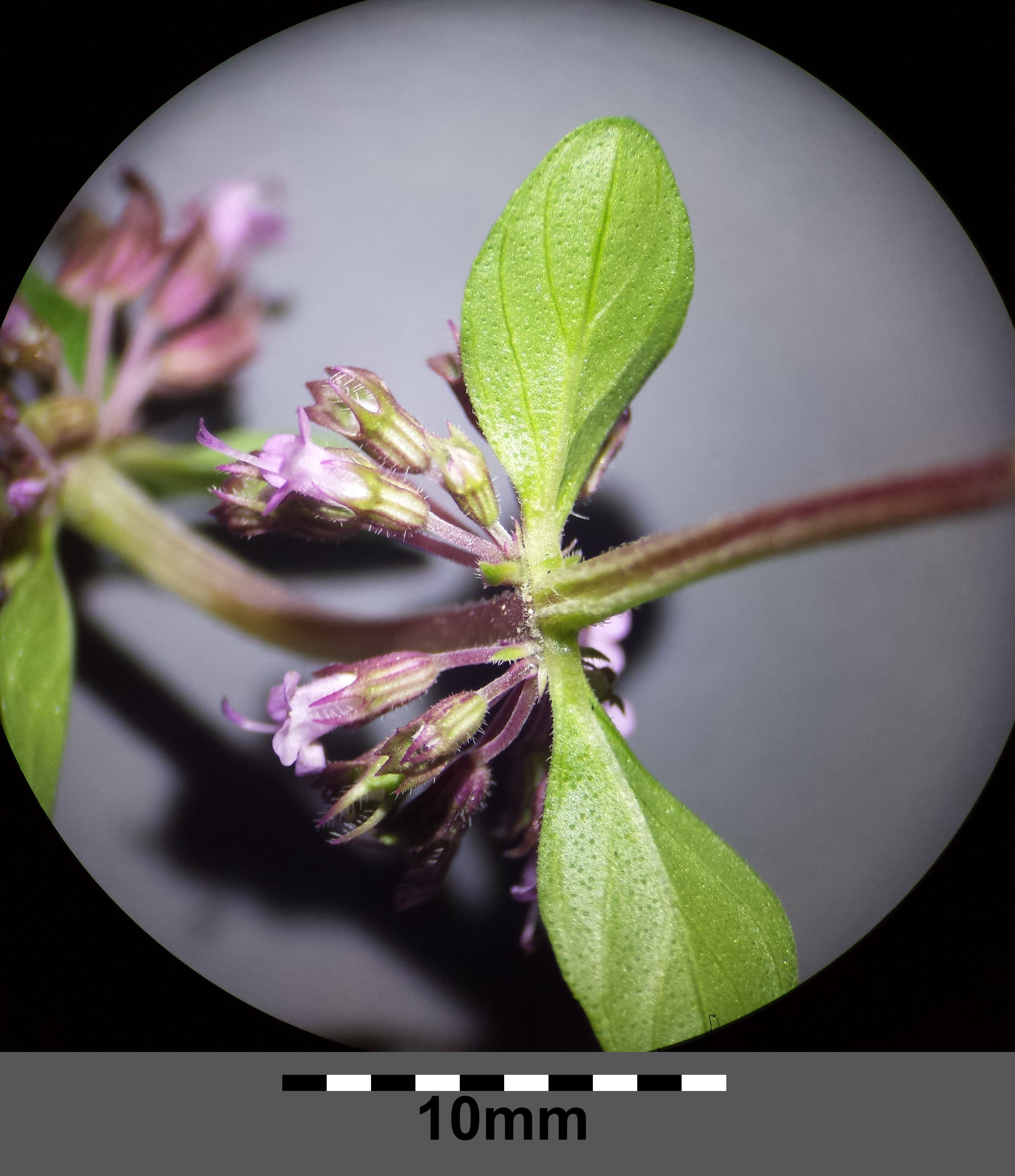
Detail stonku a listové žilnatiny s dobře patrným ochlupením na hranách lodyhy

Mateřídoušky jsou zpravidla silně aromatické, nízké, stálezelené keříky, polokeře nebo vytrvalé, na bázi dřevnatějící byliny. Jejich stonky jsou plazivé nebo vystoupavé lodyhy, v uzlech u země často kořenující. Mohou být sympodiálně, nebo monopodiálně větvené, což je důležitý druhově určovací znak. Květonosné větve jsou vystoupavé až přímé, téměř oblé nebo tupě až ostře čtyřhranné. Druhově specifické je jejich ochlupení, které může být rovnoměrné po všech stranách stonku (odění holotrichní), hustší na 2 protilehlých stranách (odění alelotrichní), případně jen na hranách (odění goniotrichní). Hlavní kořen je dřevnatějící, bohatě rozvětvený. Na povrchu listů, kalichů, korun a jiných nadzemních částí se nacházejí přisedlé nebo stopkaté siličné žlázky.
Listy jsou vstřícné, krátce řapíkaté nebo přisedlé, čárkovité až okrouhle vejčité, celokrajné nebo zoubkaté, chlupaté nebo lysé, u některých druhů na okrajích více či méně podvinuté, někdy obrvené. Některé druhy mají všechny listy na lodyhách víceméně stejného tvaru a velikosti (olistění homofylní), u jiných jsou proměnlivé (olistění heterofylní). Žilnatina listů je zpeřená, boční žilky se někdy spojují v celistvou okrajovou žilku, což jsou opět významné určovací znaky. Listeny podpírající květenství jsou buď shodného tvaru a velikosti jako lodyžní listy, nebo jsou více či méně rozšířené, u některých druhů bíle či purpurově zbarvené.

### Generativní orgány

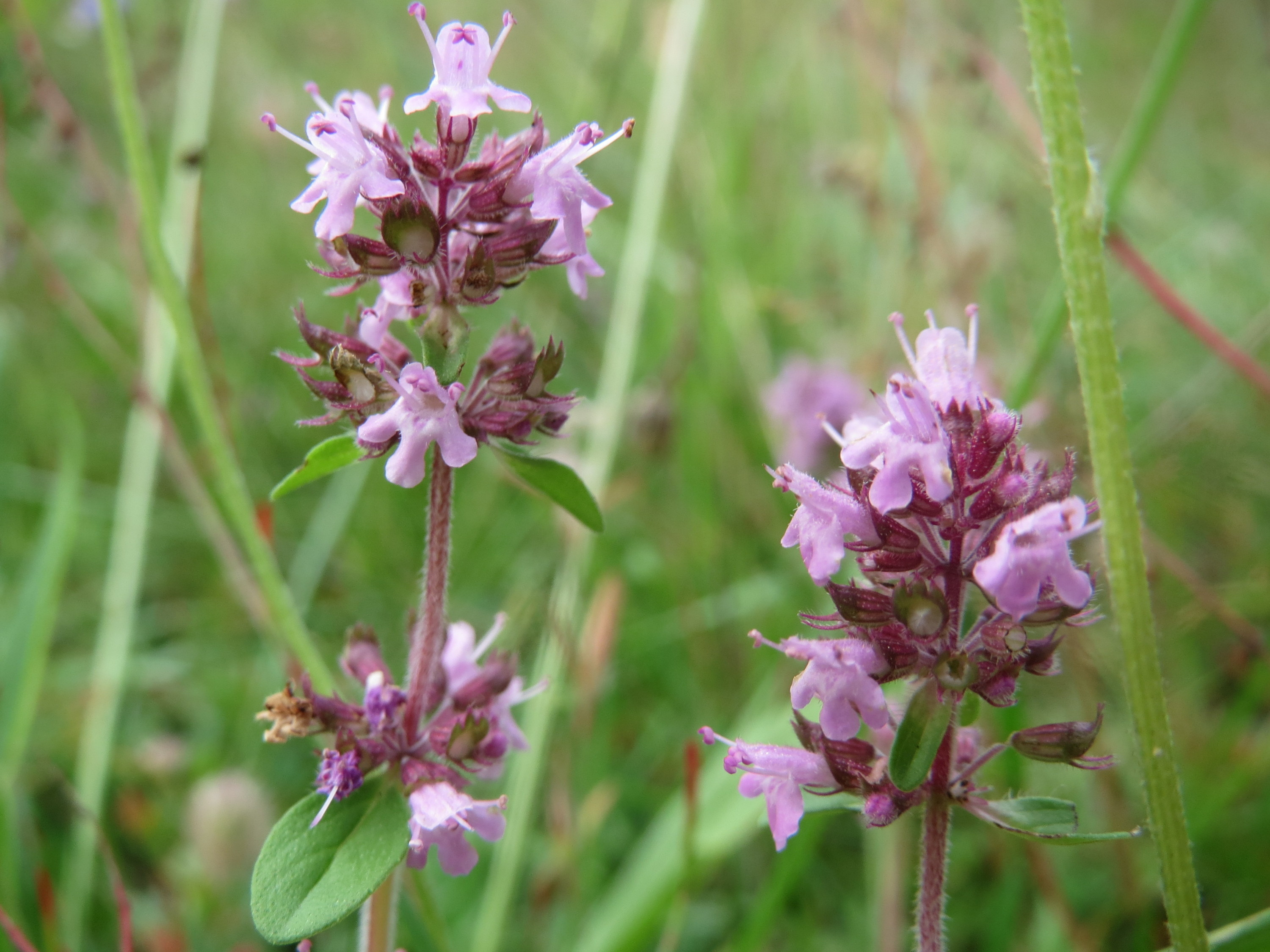
Detail květenství mateřídoušky vejčité

Květy jsou drobné, krátce stopkaté, uspořádané v lichopřeslenech, které se skládají v koncové rozvolněné nebo kompaktní, někdy až hlávkovitě stažené lichoklasy. Kalich je trubkovitě zvonkovitý, s 10 až 13 žilkami, horní 3 cípy jsou trojúhelníkovité, dolní 2 cípy užší, šídlovité, obvykle obloukovitě prohnuté. Koruna je trubkovitá, mírně až zřetelně dvoupyská, barvy bílé, krémové, růžové až sytě růžovofialové. Horní pysk je největší, mělce vykrojený, dolní pysk je trojlaločný. Tyčinky jsou 4, vyčnívají z koruny, u funkčně samičích květů jsou ale často zakrnělé; spodní dvě jsou o něco delší než horní. Gyneceum je se svrchním semeníkem, čnělka pestíku je obvykle delší než tyčinky, blizna je rozeklána do dvou ramen. U mateřídoušek je přítomna gynodioecie, tj. některé rostliny mají oboupohlavné květy, jiné jen funkčně samičí se zakrnělými, sterilními nebo zcela nevyvinutými tyčinkami. Výzkumy bylo zjištěno, že funkčně samičí rostliny produkují větší množství semen, která jsou také životaschopnější.
Dobou květu je obvykle jaro a léto, ale některé středomořské druhy kvetou i na podzim a Thymus hyemalis ze suchých oblastí Algarve pak v zimě. Květy jsou opylovány hmyzem. Rozmnožovací strategií je fakultativní allogamie, rostliny jsou tedy primárně cizosprašné, v případě potřeby jsou však schopny i samoopylení. Plody jsou široce vejcovité až kulovité tvrdky s jemnou zrnitou skulpturou, téměř hladké. Specializované strategie k šíření semen nejsou vyvinuty; semena jsou uzavřena v kalichu věnečkem chlupů, kalich posléze často opadává vcelku i se semeny.

### Variabilita a hybridizace

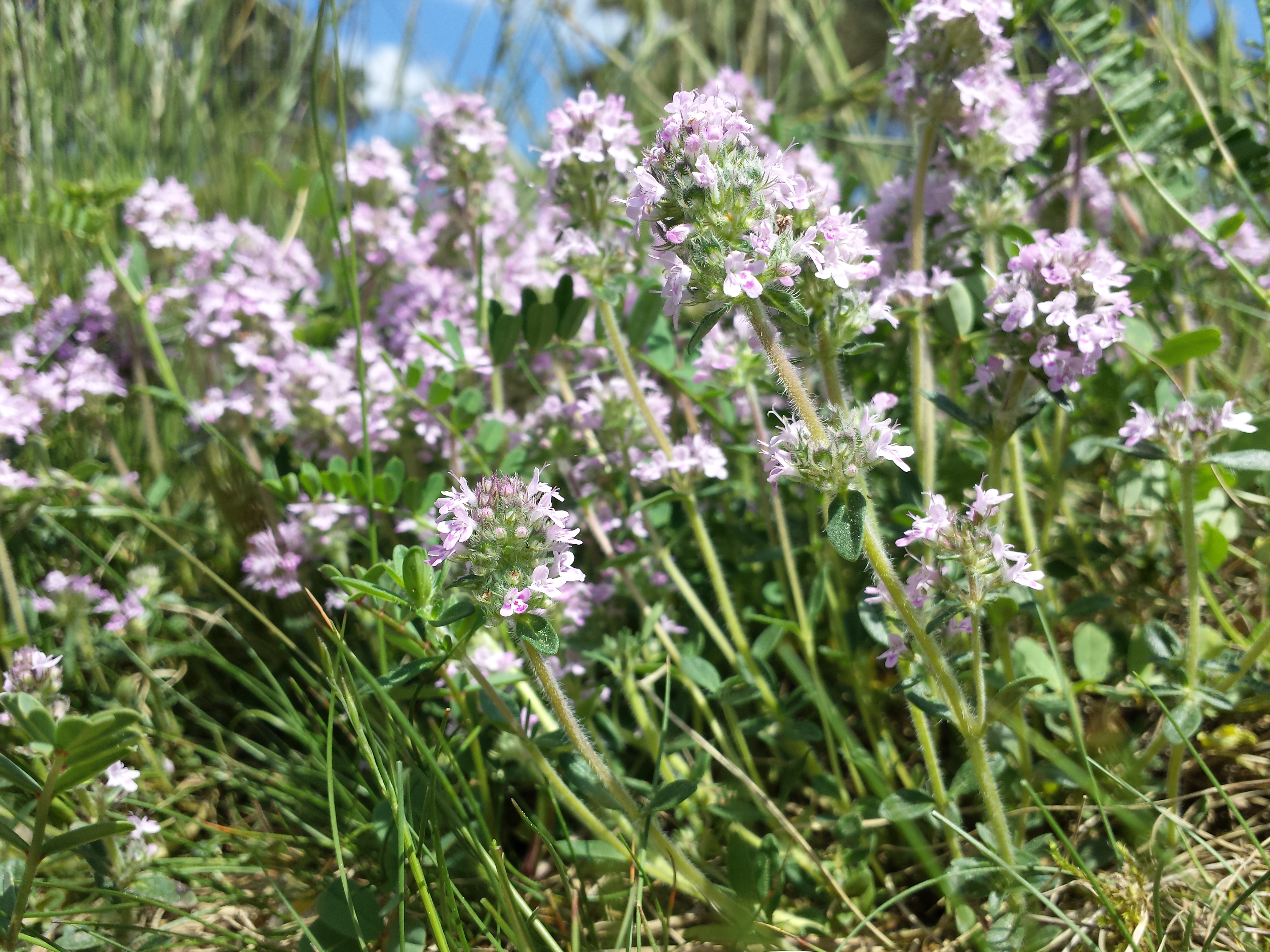
Mateřídouška olysalá

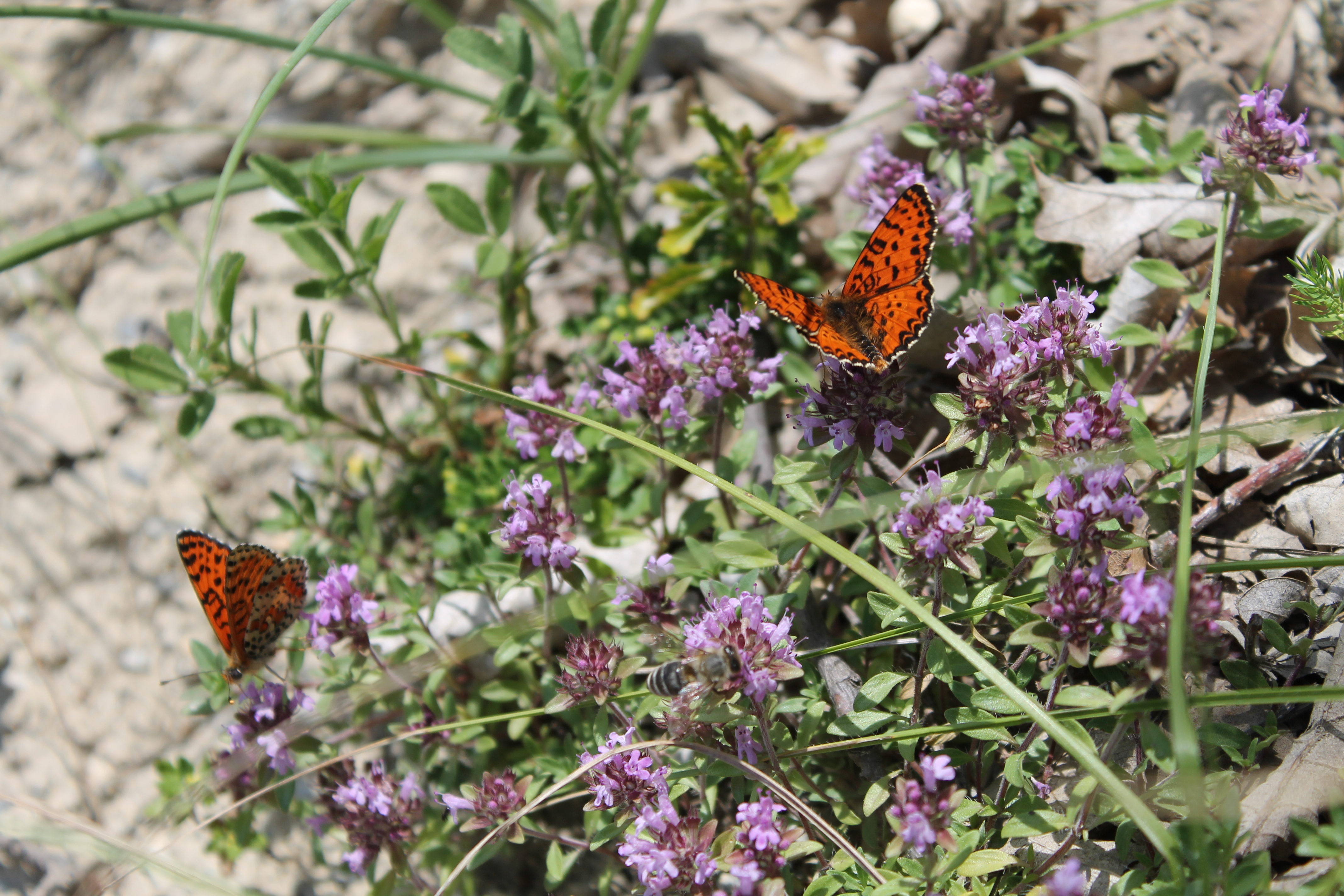
Květy mateřídoušek jsou hojně navštěvovány nejenom včelami, ale i motýly

Důležitým jevem v rámci mateřídoušek je jejich značná vnitrodruhová variabilita, a to nejen morfologická, ale též genetická. Zástupci mohou dosahovat různých stupňů ploidie: nejčastěji 2x (diploidie) a 4x (tetraploidie), ale též 6x (hexaploidie) nebo 8x (oktoploidie). Počet chromozómů může být 2n = 24, 26, 28, 30, 32, 42, 48, 50, 52, 54, 56, 58, 60, 84 nebo 90; tyto složité genetické poměry jsou zapříčiněny mimo jiné poměrně běžně se vyskytující aneuploidií, tedy neúplným počtem chromozómů. I v rámci jednoho druhu se vyskytují různé haplotypy s rozdílným počtem chromozómů (typicky x=14, x=15, například u mateřídoušky vejčité).
Častým jevem je rovněž přirozené křížení za vzniku plodných hybridů, kteří se mohou dále křížit i zpětně, především mezi taxony stejné ploidie v sekcích Hyphodromi a Serpyllum (viz níže); vzájemného křížení jsou však schopny pravděpodobně všechny druhy, a to i ze zcela odlišných sekcí. U řady jedinců a populací, především v sekci Serpyllum, je obtížné vůbec aplikovat koncept biologického druhu, což lze připsat na vrub stále probíhajícím speciačním procesům v oblastech, kam se tyto mateřídoušky rozšířily po skončení poslední doby ledové. I v české květeně se běžně vyskytují obtížně zařaditelné morfotypy s přechodnými znaky, které je velmi těžké zařadit do druhu; nejobtížnějším taxonem v tomto smyslu je mateřídouška olysalá (Thymus glabrescens), hybridogenní druh překrývající se ve své variabilitě s mateřídouškou panonskou (Thymus pannonicus), s níž roste nezřídka i na stejných stanovištích.

### Obsahované látky
Mateřídoušky obsahují značné množství účinných látek, především silice, dále hořčiny, flavonoidy (serpyllin), flavony, třísloviny, saponiny a různé organické kyseliny a minerální látky. Složení silice závisí do určité míry na prostředí, především na složení půdy, struktuře populace, vlhkosti a teplotě. Přítomny jsou aromatické terpenoidy, především thymol, karvakrol a linalool, dále kafr, cymol, borneol, geraniol, alfa- a beta pinen, myrcen či limonen. Silice je soustředěna především v přisedlých siličných žlázkách, pokrývajících většinu nadzemní části rostlin; nejvíce jich je na povrchu listů, kalichů a korun. Ve složení silic je dosti velká variabilita, projevující se v rozdílné vůni různých rostlin i v rámci téhož druhu, kdy lze popsat odlišné chemotypy; obsah produkovaných sekundárních metabolitů, zejména flavonoidů, je také rozlišovacím druhovým znakem. Srovnatelné léčivé účinky však mají všechny druhy.

## Rozšíření

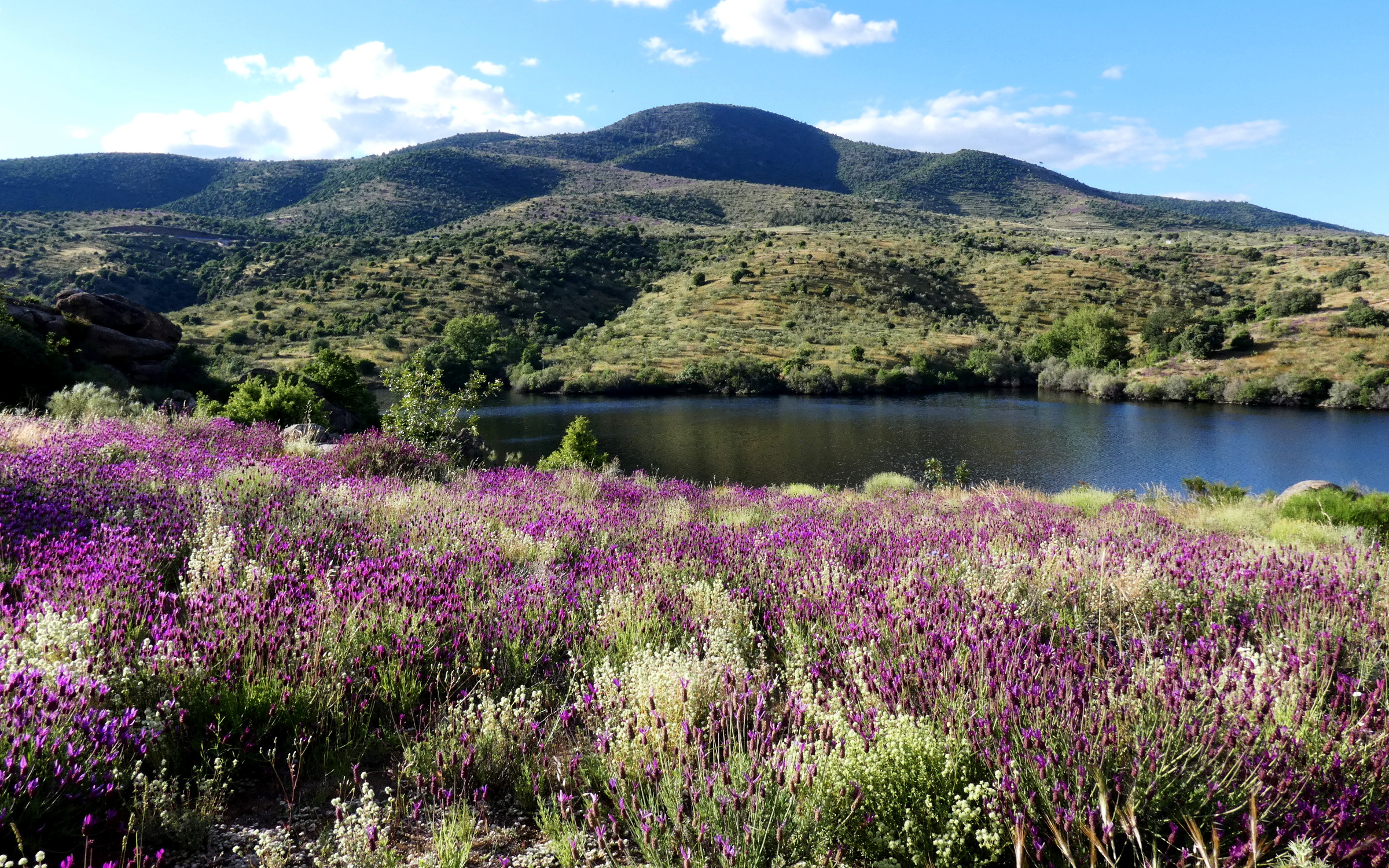
Mnoho druhů mateřídoušek vyrůstá ve středomořských křovinách garrigue

Mateřídoušky se vyskytují v celé Evropě mimo její nejsevernější části, v severní Africe, na většině území temperátní Asie od Anatolie, Blízkého východu a Kavkazu přes Írán, Střední Asii a Sibiř až po ruský Dálný východ a Japonské souostroví. Dva druhy rostou na Azorských ostrovech a Madeiře a jeden (endemický Thymus origanoides) na Kanárských ostrovech. Nejzazšími geografickými limity areálu jsou pobřeží Grónska, kde roste jeden z poddruhů mateřídoušky časné, Arabský poloostrov, jižní Himálaj a centrální (subtropická) Čína, na severu Eurasie pak zhruba severní polární kruh (Thymus extremus na poloostrově Tajmyr). Izolovaná enkláva dvou druhů leží v Etiopské vysočině. Maximum druhového bohatství je ve Středomoří, zvláště pak na Pyrenejském poloostrově, který je považován i za evoluční centrum rodu; 36 druhů roste v Turecku a velké množství též na Balkáně. Synantropně byly mateřídoušky rozšířeny do Severní i Jižní Ameriky či na Nový Zéland, kde některé druhy zdomácněly.
Keřovité dřevnaté druhy s přímými stonky jsou obvyklejší v suchých a teplých oblastech, zatímco druhy bylinné, poléhavého nebo polštářovitého habitu převažují v mírnějších a chladnějších oblastech.

### Česká květena

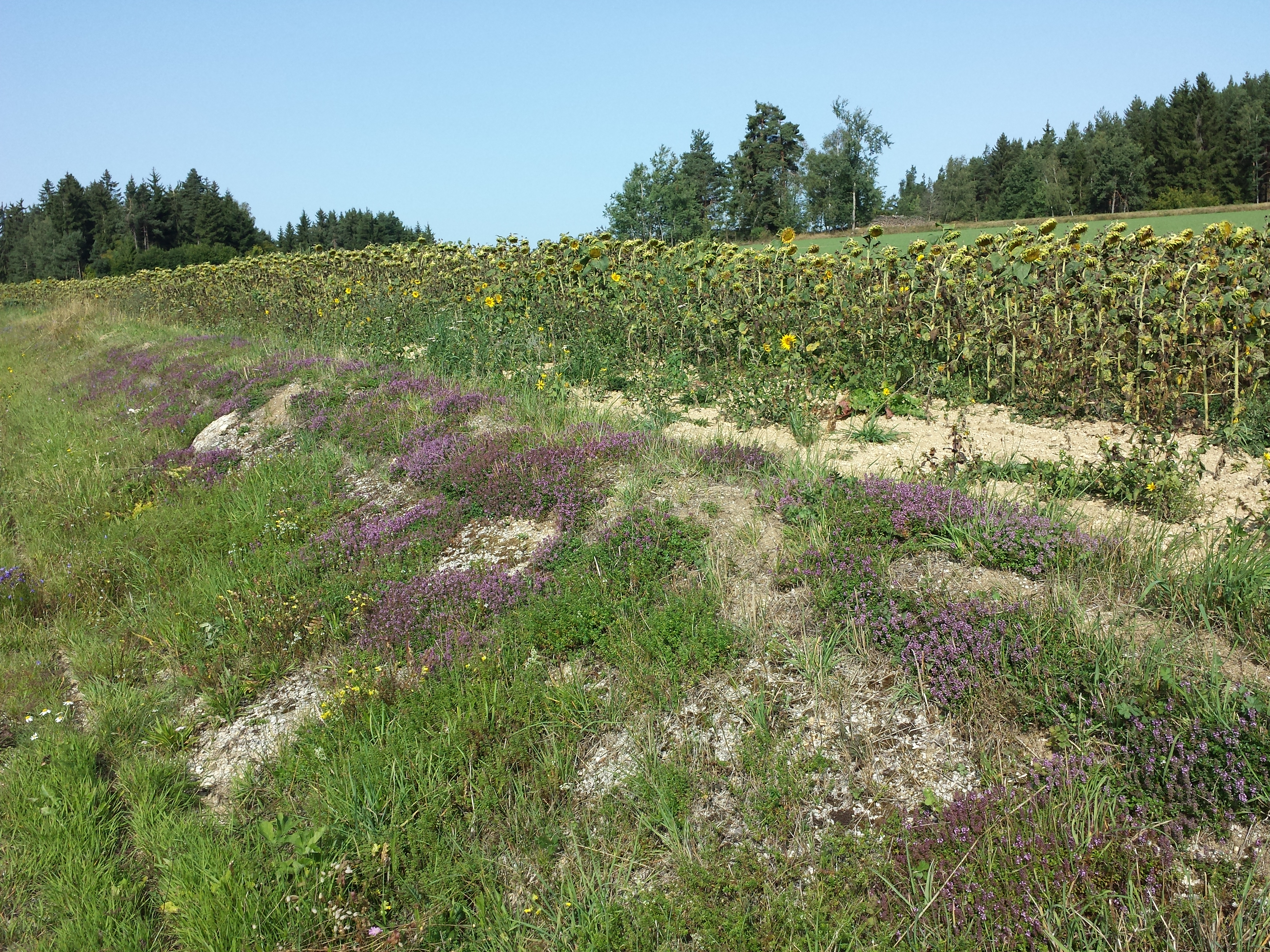
Typické stanoviště mateřídoušky vejčité na slunné mezi

V květeně České republiky je zastoupeno 7 původních druhů mateřídoušek s několika poddruhy a množstvím jejich kříženců. Nejběžnějším druhem je zde mateřídouška vejčitá (Thymus pulegioides). Je rozšířena obecně od nížin a pahorkatin do hor, zřídkavější je pouze v teplých, zemědělsky využívaných nížinách, např. na jižní Moravě. Fytogeograficky zajímavý je výskyt jejího poddruhu mateřídoušky kraňské (T. pulegioides subsp. carniolicus) na posledních dvou lokalitách na střední a severní Moravě. V teplejších oblastech České republiky jsou rozšířeny další druhy: mateřídouška olysalá (Thymus glabrescens), mateřídouška panonská (Thymus pannonicus) a mateřídouška časná (Thymus praecox), která vyhledává především skalnatá a kamenitá stanoviště. Mateřídouška úzkolistá (Thymus serpyllum) je psamofyt vázaný na písčité substráty. Zbývající dva druhy jsou horské: mateřídouška alpinská (Thymus alpestris) se v ČR vyskytuje s jistotou pouze v Krkonoších, mateřídouška ozdobná sudetská (Thymus pulcherrimus subsp. sudeticus) ve Velké kotlině v Hrubém Jeseníku; obě patří k silně až kriticky ohroženým druhům české květeny. Dále se zde vyskytuje řada hybridních taxonů, jejichž určení však není vždy jednoduché; k nejčastějším patří Thymus ×oblongifolius (mateřídouška vejčitá × úzkolistá), Thymus ×porcii (m. vejčitá × panonská) a Thymus ×subhirsutus (m. olysalá × časná). Přechodně zplaňuje pěstovaný tymián obecný (Thymus vulgaris).

## Ekologické vztahy

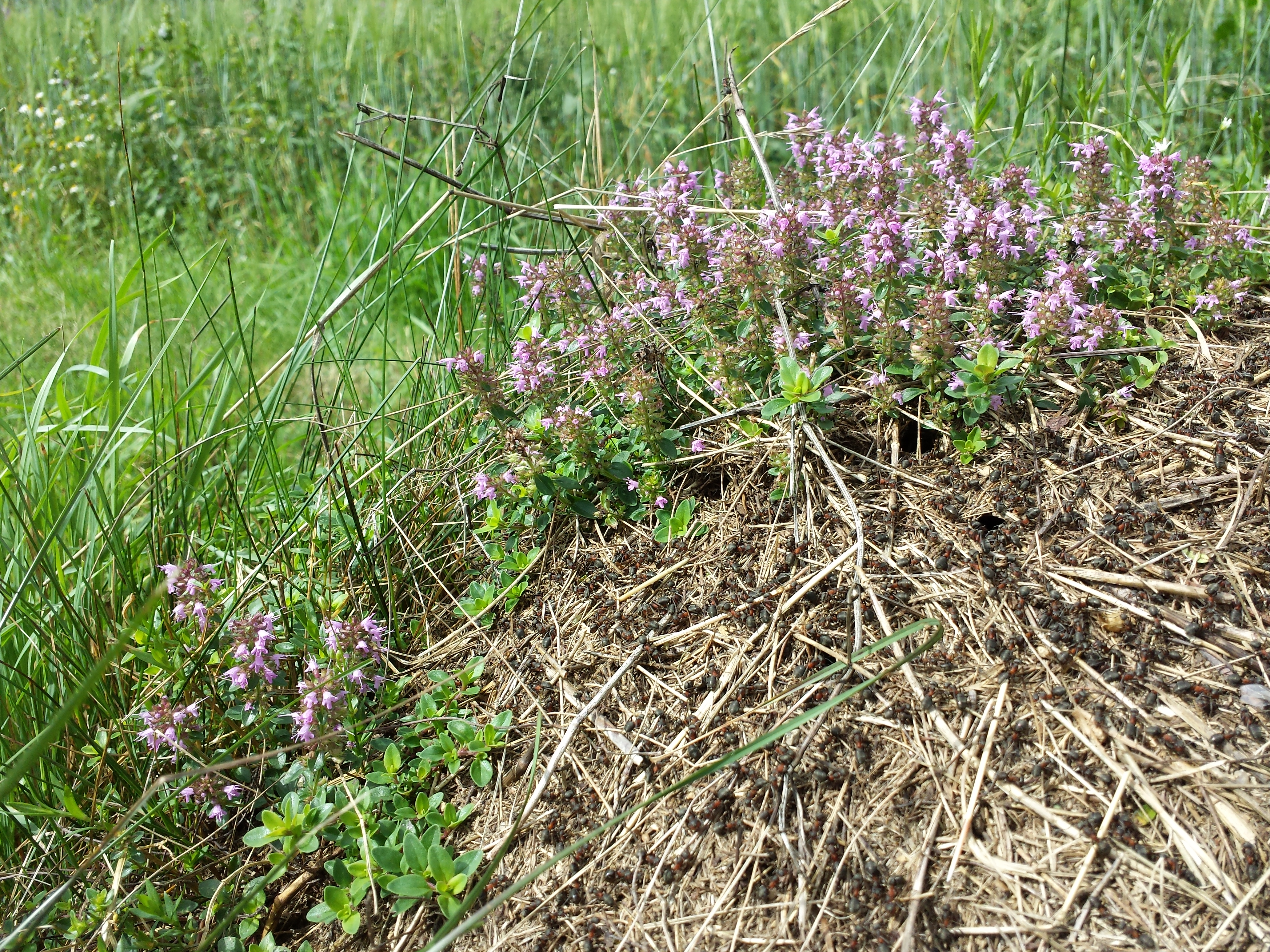
Mateřídouška rostoucí na mraveništi – tzv. mravenčí zahrádka

Mateřídoušky jsou heliofyty, vyžadují tedy pro svůj růst otevřená výslunná stanoviště. Některé druhy preferují vápencové podloží, jiné spíš málo úživné, kyselejší nebo písčité substráty. Potřebují dobře propustné půdy, nesnášejí zamokření; svými tuhými (skleromorfními) drobnými listy, kompaktním tvarem a bohatou produkcí silic jsou naopak dobře adaptovány na sucho. Mohou vyrůstat v nižších xerofilních trávnících, na pastvinách, skalnatých svazích, suchých stráních a mezích a v lesních lemech, též ve světlých (převážně borových) lesích, ve vřesovištích nebo na okrajích křovin, často v nízké nebo málo zapojené vegetaci. Zajímavý je výskyt na lučních a pastvinných mraveništích, kam mravenci cíleně přenášejí jejich semena do tzv. mravenčích zahrádek za účelem získávání nektaru. Některé druhy rostou na písečných dunách, jiné na holích nad horní hranicí lesa. Středomořské druhy patří ke klíčové složce nízkých křovinatých garrigů a tomillarů spolu s dalšími podobně na sucho adaptovanými hluchavkovitými rostlinami, jako jsou saturejky, levandule, mikromerie, šalvěje, rozmarýn nebo sápy.

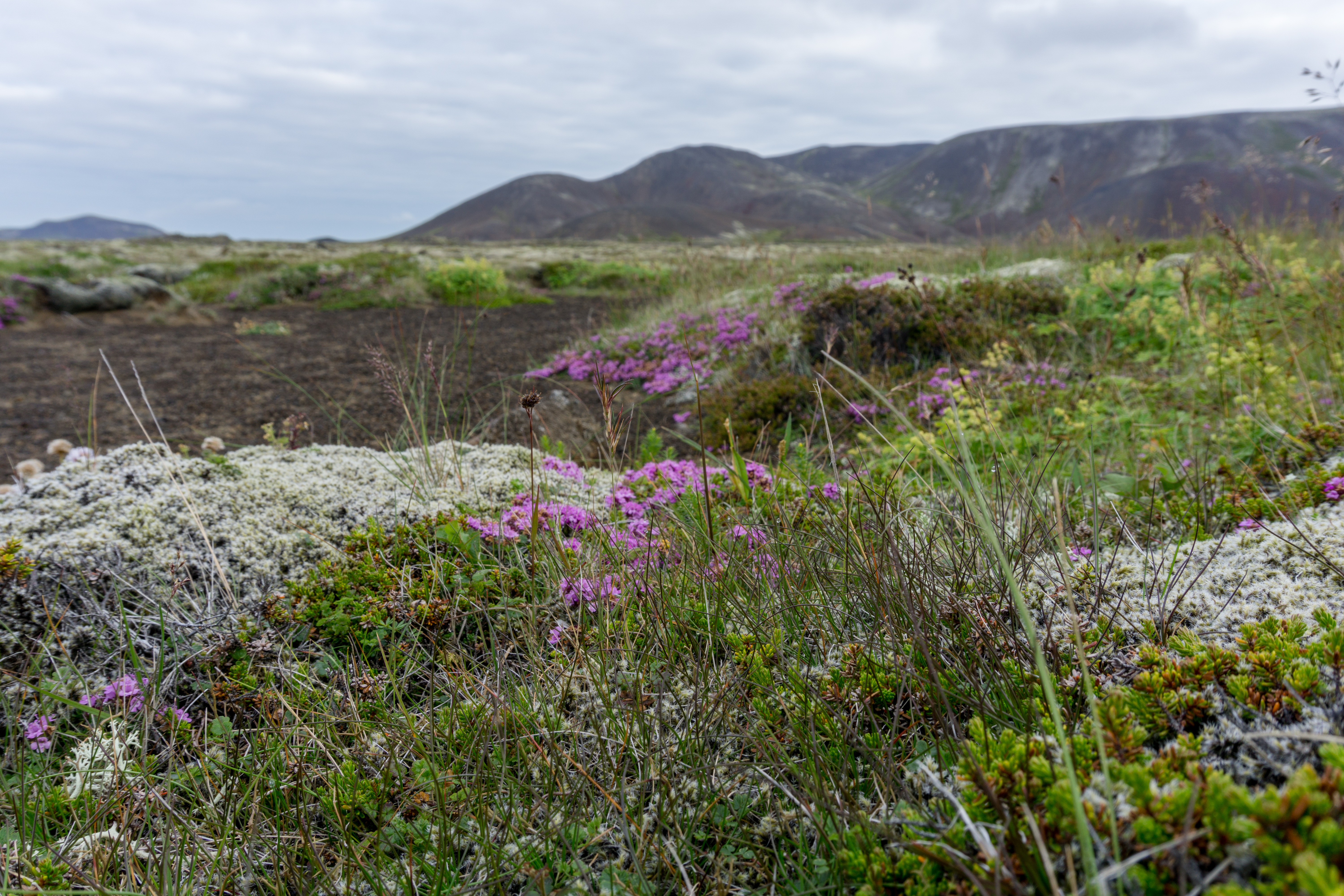
Mateřídouška arktická (Thymus praecox subsp. brittanicus) na Islandu

Ekologicky jsou to převážně S-stratégové, nejúspěšnější jsou tedy na dlouhodobě stabilních stanovištích, kde je vlivem silného stresu (především sucha a nedostatku živin) omezena konkurence vzrůstnějších rostlin; esenciální oleje uvolňované z listového opadu navíc působí alelopaticky na okolní vegetaci. Na lokalitách ovlivněných ruderalizací a eutrofizací však mateřídoušky obvykle z porostu časem mizí, stejně jako při nekontrolované sukcesi vysokých trav a křovin na místech ponechaných ladem. Ohrožujícím faktorem je též rozorávání mezí a lesních lemů či nevhodné zalesňování suchých travnatých strání.
Květy mateřídoušek produkují mnoho nektaru v prstenci žlázek okolo základny čnělky a jsou navštěvovány množstvím hmyzu (medonosné i samotářské včely, čmeláci, dvoukřídlí, motýli, někteří brouci), jemuž poskytují i potravu v podobě pylu. Dále se na mateřídouškách živí i larvy některých motýlů, například vřetenušky mateřídouškové nebo myrmekofilních modrásků – modráska černoskvrnného, černočárného či východního. Na kořenech mateřídoušky někdy parazituje nezelená rostlina záraza bílá (Orobanche alba subsp. alba), své hálky na nadzemních částech mohou vytvářet někteří vlnovníci. K hospodaření s vodou a celkové vitalitě přispívají rostlinám vztahy arbuskulární mykorhizy.

## Taxonomie a systematika

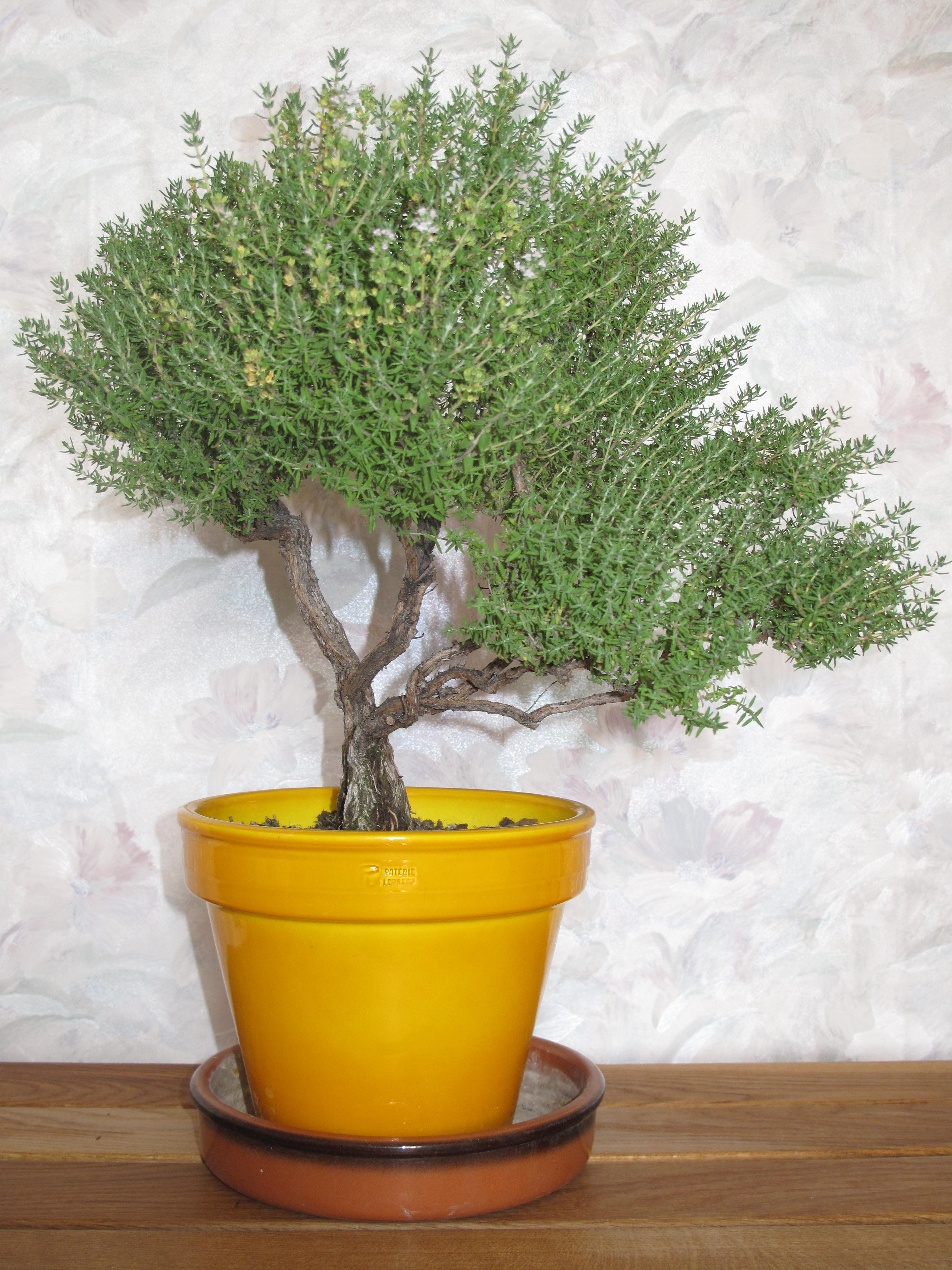
Keřík tymiánu pěstovaný jako bonsaj

### Vnější systematika a fylogeneze
Rod platně popsal Carl Linné ve svém díle Species Plantarum z roku 1753, kde do něho zařadil osm druhů; pojetí rodu i počet do něho zařazených druhů se však v jeho dílech postupně proměňovalo. Dávno před Linném byly rostliny s názvem Thymus zmiňovány již v dílech antických učenců Dioskorida nebo Plinia staršího, ne vždy však šlo o mateřídoušky v dnešním slova smyslu. V rámci čeledi hluchavkovitých je rod řazen do její nejrozsáhlejší podčeledi Nepetoideae, tribu Mentheae a subtribu Menthinae. Sesterskou větví ve fylogenetickém stromu je pravděpodobně dvojice rodů Origanum a Saccocalyx, dalšími blízce příbuznými rody jsou Satureja, Micromeria a Thymbra. Jedná se o značně komplikovanou skupinu rodů, jejichž vymezení procházelo v čase mnoha proměnami a celá řada druhů mezi nimi byla průběžně přeřazována. Typovým druhem je mateřídouška obecná neboli tymián (Thymus vulgaris).
Vývojovým centrem rodu je západní Středomoří a především Pyrenejský poloostrov, kde se jeho zástupci prokazatelně vyskytovali již v paleocénu; za vývojově původnější jsou považovány silně dřevnaté, keřovité typy. Vzhledem k nepřítomnosti mateřídoušek v Severní Americe se dá předpokládat, že se rod vyvinul až po rozevření Atlantského oceánu počátkem třetihor.

### Vnitřní systematika
První vnitřní uspořádání rodu vytvořil roku 1834 George Bentham, po němž následovaly práce Boissiera, Willkomma, Briqueta a také českého botanika Josefa Velenovského, který mateřídouškám věnoval obsáhlou monografii z roku 1906. Současné široce přijímané rozdělení rodu do osmi sekcí je dílem finského botanika Jakko Jalase, který jej mimo jiné zpracoval roku 1972 do díla Flora europaea. Rod je v něm rozčleněn do 8 sekcí, z nichž sedm je svým výskytem omezeno na oblast širšího Středomoří a jedna zahrnuje téměř celý areál; oproti stávajícími stavu obsahuje navíc monotypický podrod Coridothymus s druhem Thymus capitatus, který je v aktuální taxonomii řazený do samostatného rodu mateřídouškovec jako Thymbra capitata.

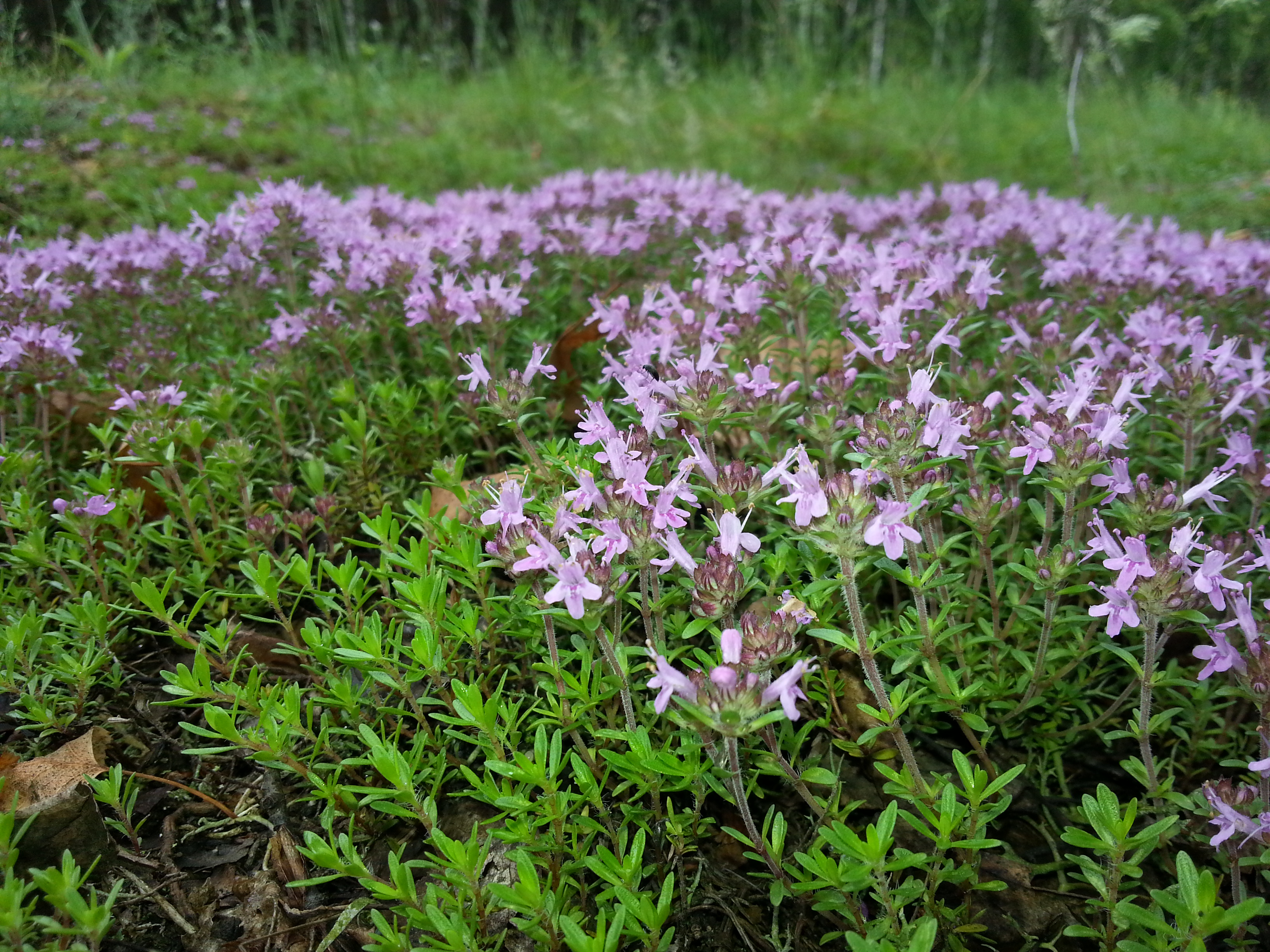
Mateřídouška úzkolistá (Thymus serpyllum sensu stricto)

Nomenklatura rodu Thymus je neustálená a zejména v některých sekcích i velmi nepřehledná. Co do celkového počtu druhů, některé zdroje uvádějí jen 40 až 50 druhů, zatímco jiné více než 200, další dokonce až 400. Databáze Plants of the World uvádí 267 druhů včetně kříženců. Celkový počet obíhajících jmen však přesahuje jeden tisíc; značná morfologická variabilita vedla botaniky k popisování mnoha taxonů nejrůznější úrovně, mnoha z nich pohříchu nedostatečně typifikovaných, založených na pochybných diferenčních znacích, vzájemně se překrývajících a tedy obtížně použitelných byť jako synonyma. Ve starších, nebotanicky zaměřených publikacích se naopak běžně lze setkat s kolektivním označením středoevropských mateřídoušek jako Thymus serpyllum spec. coll., což je však z mnoha důvodů zavádějící.

## Přehled sekcí a vybraných zástupců

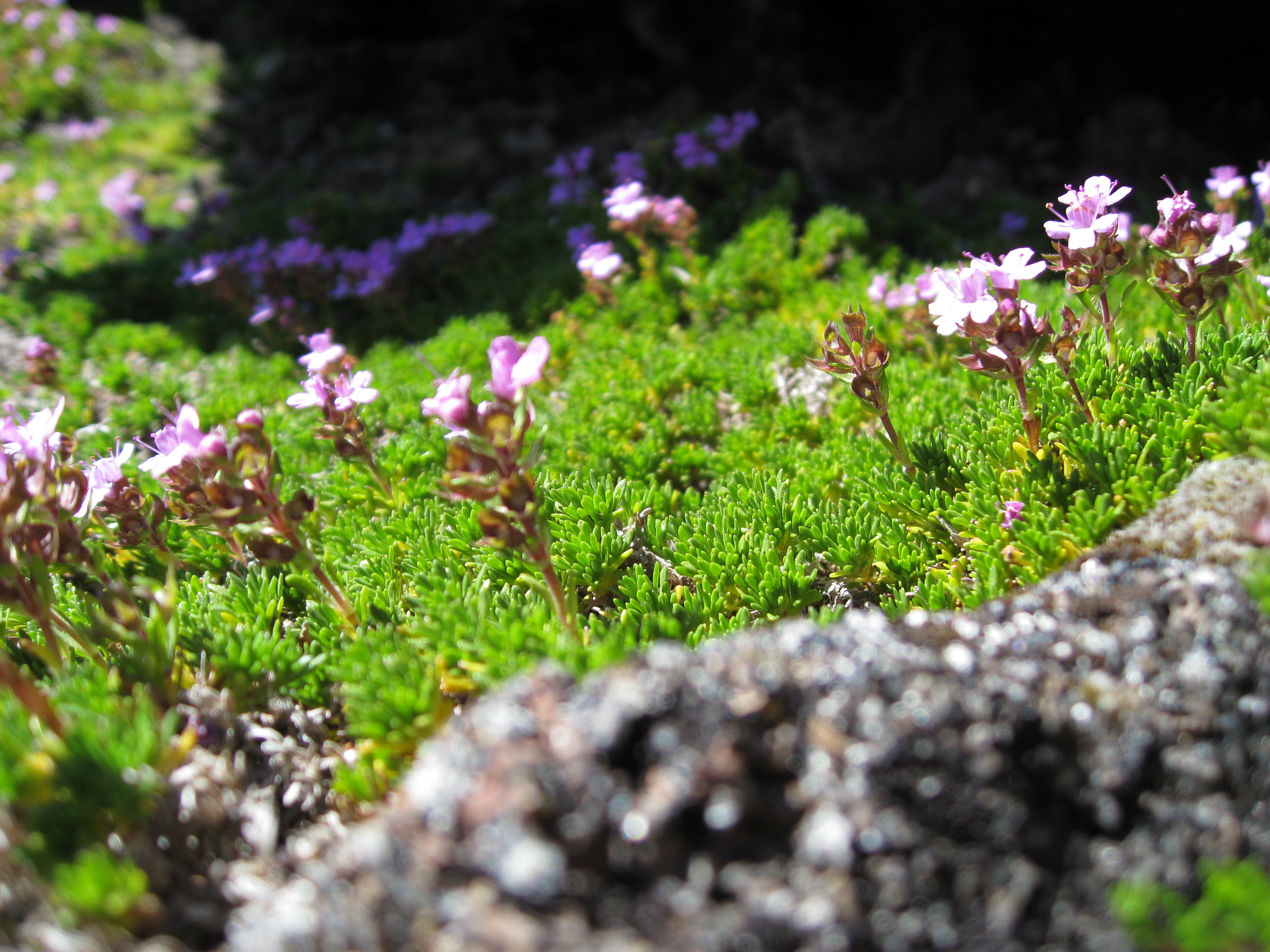
Thymus caespititius (sekce Micantes) formuje nízké koberce na skalních útesech Azorských ostrovů

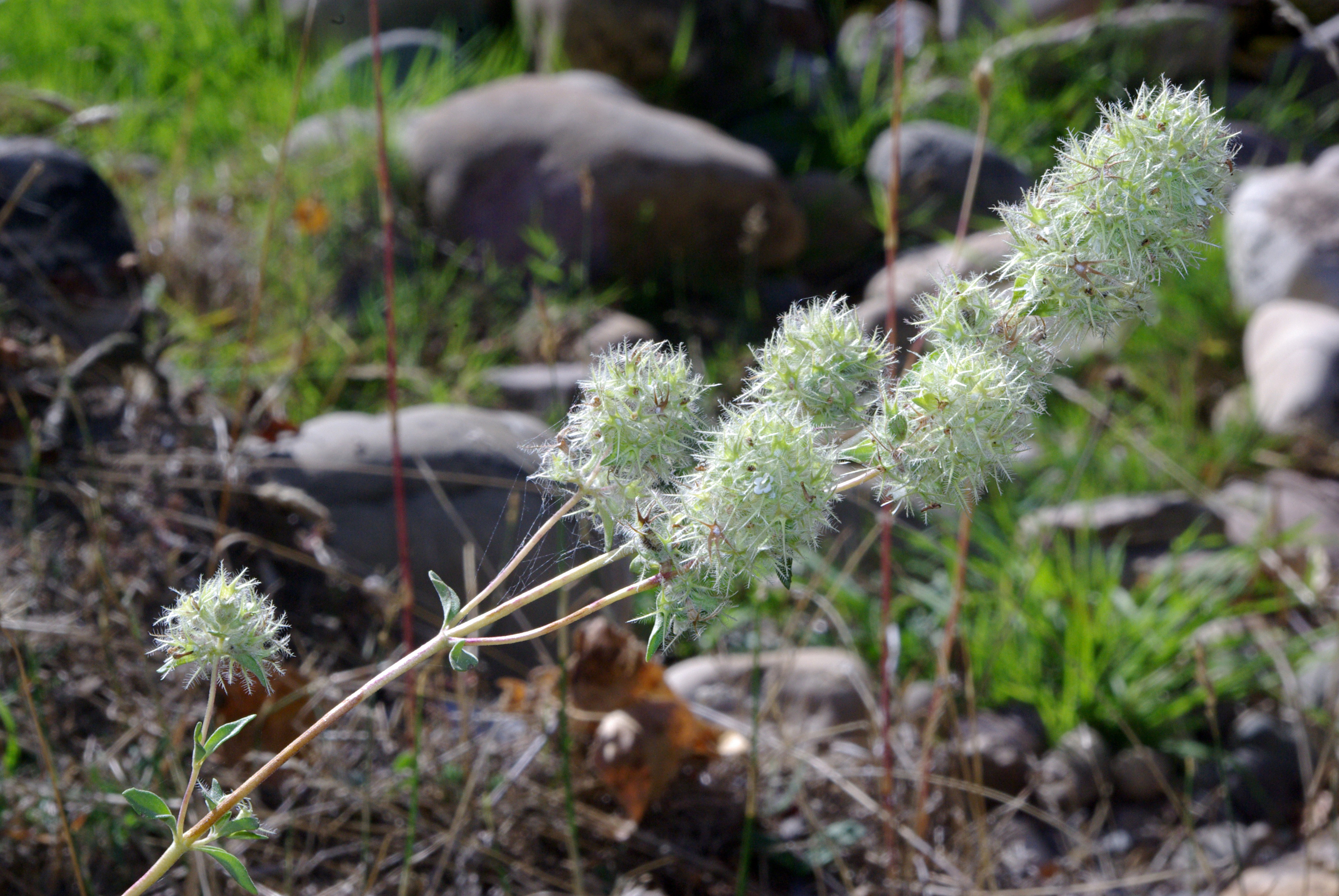
Thymus mastichina ze stejnojmenné sekce je hojným druhem v nízkých křovinách Španělska

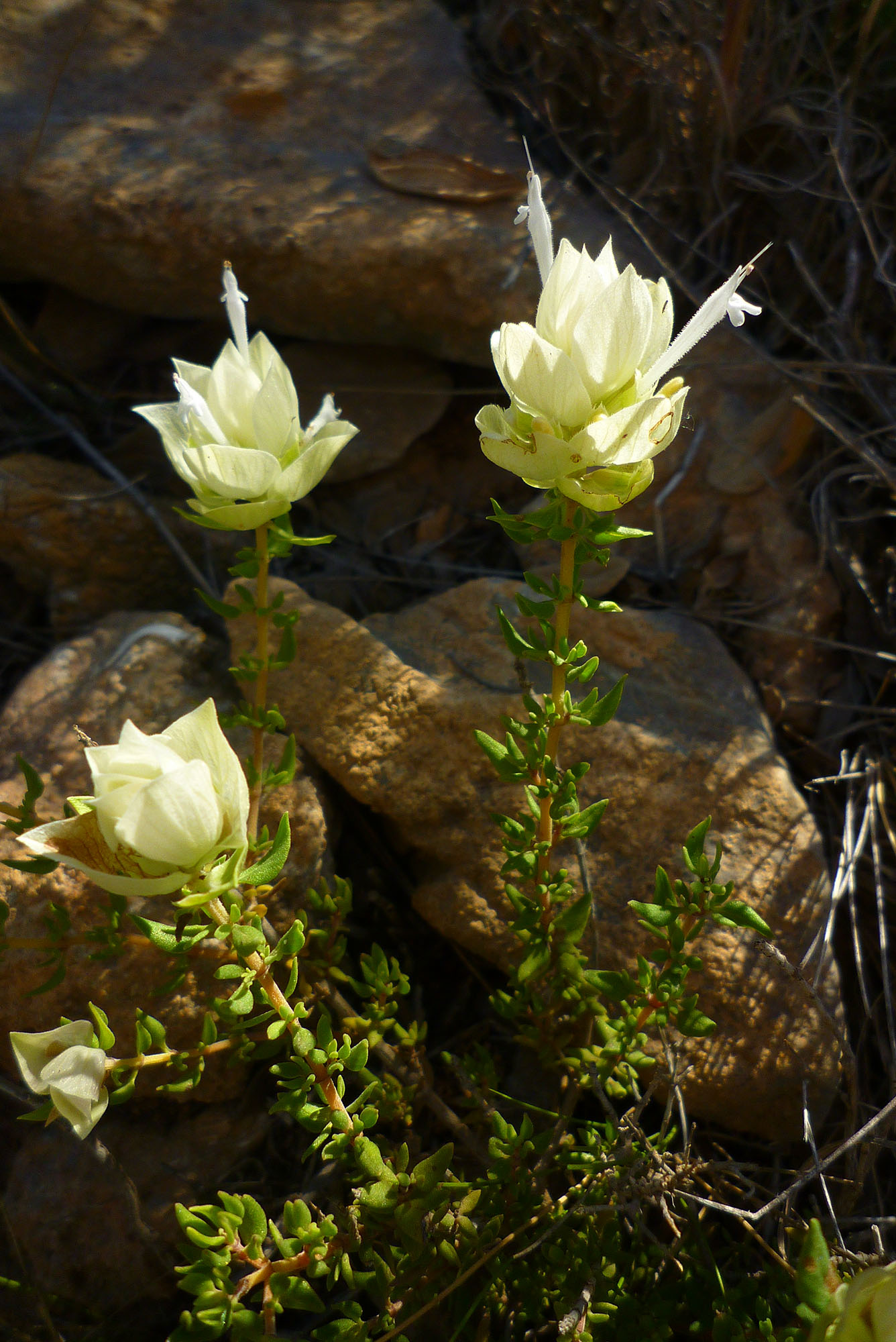
Thymus membranaceus (sekce Pseudothymbra)

Zpracováno dle studie Ramóna Morálese v monografii The Genus Thymus; pojetí vychází z Jalasova uspořádání.
Sekce Micantes
Pouze 3 vývojově staré druhy s nápadně redukovanými horními zuby kalicha; z nich Thymus caespititius roste na Pyrenejském poloostrově a v Makaronésii, další dva v severozápadní Africe (pohoří Atlas a Ríf).  
Sekce Mastichina
Dva druhy (Thymus mastichina a T. albicans), endemické na Pyrenejském poloostrově.
Sekce Piperella
Obsahuje pouze jediný druh Thymus piperella, jenž je endemitem malého území na východě Španělska (provincie Valencia).
Sekce Teucrioides
Pouze 3 druhy endemické na Balkáně, převážně v horách Řecka a Thymus teucrioides též Albánie.
Sekce Pseudothymbra
9 druhů rozšířených na Pyrenejském poloostrově a v severozápadní Africe; vyznačují se nápadně dlouhými květy (koruna až 2 cm) a až na jedinou výjimku i širokými barevnými listeny podpírajícími hlávkovité, téměř kulovité květenství.
- podsekce Pseudothymbra: listeny výrazně odlišné od lodyžních listů; Thymus moroderi, T. membranaceus, T. lotocephalus (pouze v Portugalsku), T. longiflorus, T. villosus, T. funkii; další 2 druhy v horách Maroka
- podsekce Anomalae: listeny podobné lodyžním listům; Thymus antoninae (Španělsko)

Sekce Thymus
11 druhů v západním Středomoří a severní Africe, s podvinutými okraji listů
- podsekce Thymastra: dva vzájemně dosti podobné druhy Thymus camphoratus a T. capitellatus s rozšířenými listeny v kompaktním květenství; oba jsou endemity Portugalska
- podsekce Thymus: ze známějších druhů sem patří např. tymián obecný (Thymus vulgaris), Thymus hyemalis a Thymus zygis; endemitem písečných dun atlantického pobřeží Španělska a Portugalska je Thymus carnosus.

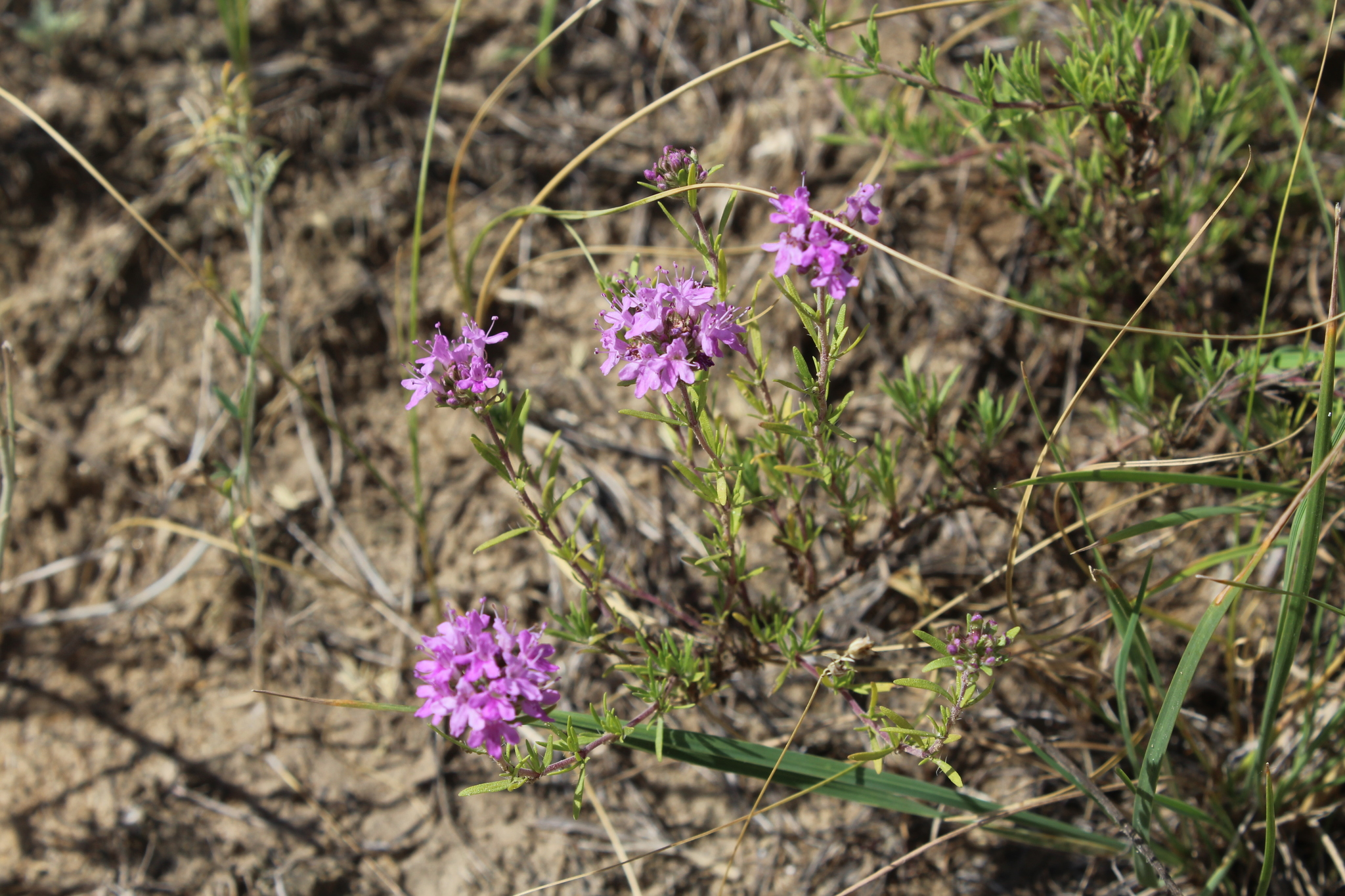
Thymus pallasianus (sekce Hyphodromi)

Sekce Hyphodromi
Kolem 60 druhů rozšířených v Mediteránu, okolo Černého moře a v Asii; obvykle hlávkovitá květenství s rozšířenými listeny.
- podsekce Subbracteati: mnoho druhů na Balkáně, v Anatolii a oblasti pontsko-kaspické stepi; dva druhy (Thymus spinulosus, T. striatus) rostou v Itálii, T. integer je endemitem ostrova Kypr
- podsekce Serpyllastrum: krom několika málo druhů ze Španělska, Balkánu a Krymu zahrnuje množství taxonů Kavkazu, druhy Altaje, Střední Asie a Mongolska
- podsekce Thymbropsis: severní Afrika, Anatolie, Mezopotámie a Arábie, část druhů i ve východním Mediteránu (např. sametově žláznatý Thymus holosericeus v Řecku)

Sekce Serpyllum

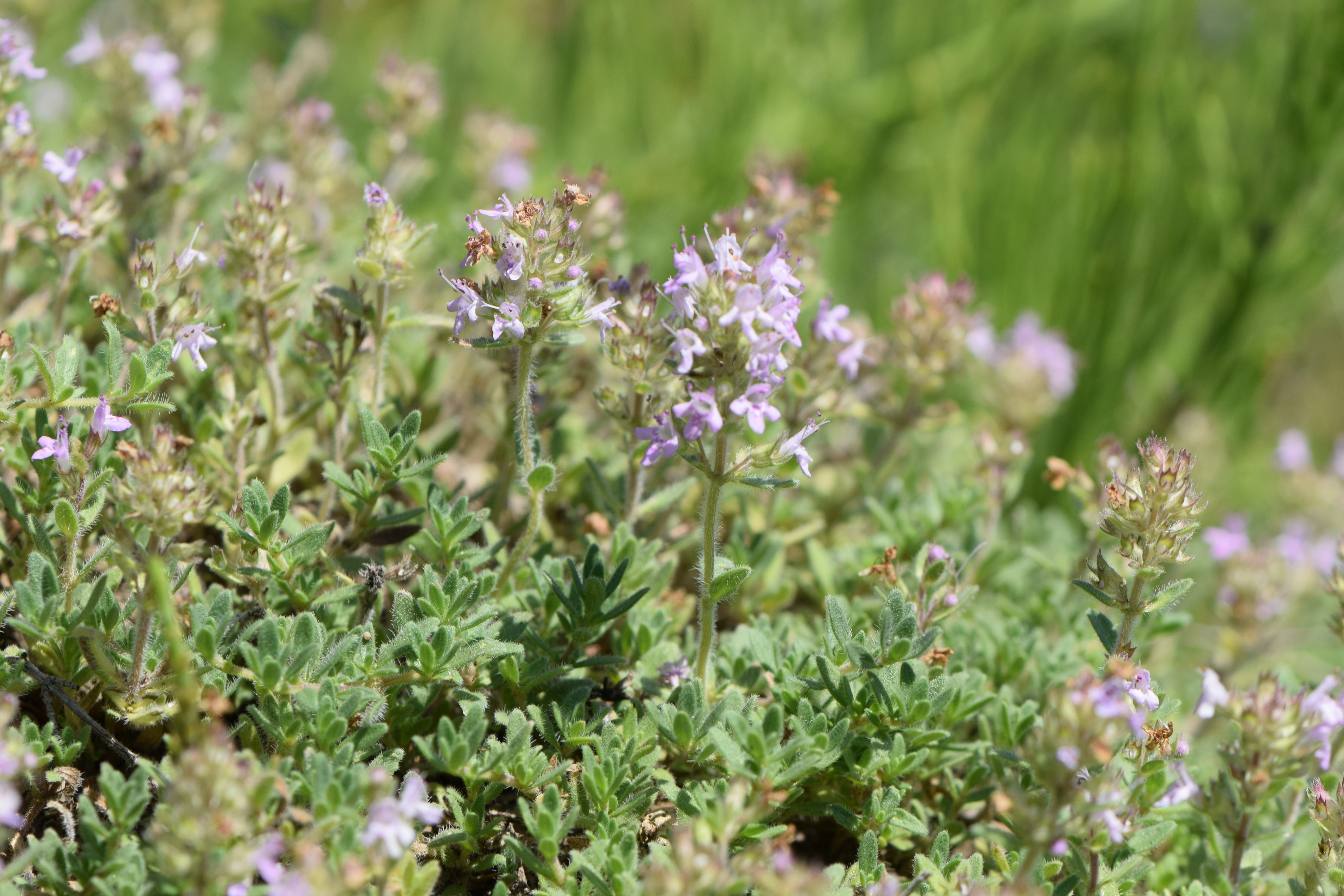
Thymus oenipontanus (sekce Serpyllum)

Největší a taxonomicky nejsložitější sekce s více než 120 druhy, zahrnující celý areál rodu s výjimkou ostrovů Makaronésie a zasahující až na Dálný východ. Objevuje se zde největší genetická i morfologická variabilita; v sedmi podsekcích se vyskytují druhy silně dřevnaté i téměř kompletně bylinné. Patří sem i všechny mateřídoušky rostoucí v ČR.
- podsekce Insulares: převážně dřevnaté druhy širšího Středomoří, Thymus origanoides roste na Kanárských ostrovech
- podsekce Kotschyani: hlavně přední a jihozápadní Asie, nejvíce v Íránu; dva druhy rostou v Etiopské vysočině a jeden v Jemenu
- podsekce Pseudopiperellae: pouze 2 druhy; Thymus herba-barona roste na Sardinii a Korsice, T. nitens je endemitem francouzského pohoří Cevenny
- podsekce Isolepides: velká skupina druhů jihovýchodní a východní Evropy, jako je mateřídouška olysalá (T. glabrescens) nebo mateřídouška panonská (T. pannonicus); další rostou v Alpách (T. oenipontanus), v pontsko-kaspické stepi a v okolí Kavkazu
- podsekce Alternantes: mateřídouška vejčitá (T. pulegioides) obývá většinu Evropy; řada druhů této sekce je domovem v Karpatech a jim blízkých hornatinách (T. alpestris, T. bihoriensis, T. comosus, T. alternans), na Kavkaze, Thymus linearis pak v Himálaji.
- podsekce Pseudomarginati: mateřídouška časná (T. praecox) zahrnuje v několika poddruzích velkou část Evropy až po Grónsko a Island; mateřídouška ozdobná (T. pulcherrimus) roste v Karpatech a Jeseníkách, T. nervosus v Pyrenejích, další druhy se vyskytují na Balkáně a v jižní Evropě.
- podsekce Serpyllum: množství druhů převážně na Sibiři a Dálném východě (Thymus altaicus, amurensis, extremus, jenisseensis, mandschuricus, mongolicus, ochotensis, sibiricus, ussuriensis a další); T. quinquecostatus roste jako jediný zástupce celého rodu i v Koreji a Japonsku. Do severní a střední Evropy zasahuje areál eurosibiřského elementu mateřídoušky úzkolisté (Thymus serpyllum s. str.).

## Využití

### Léčitelství

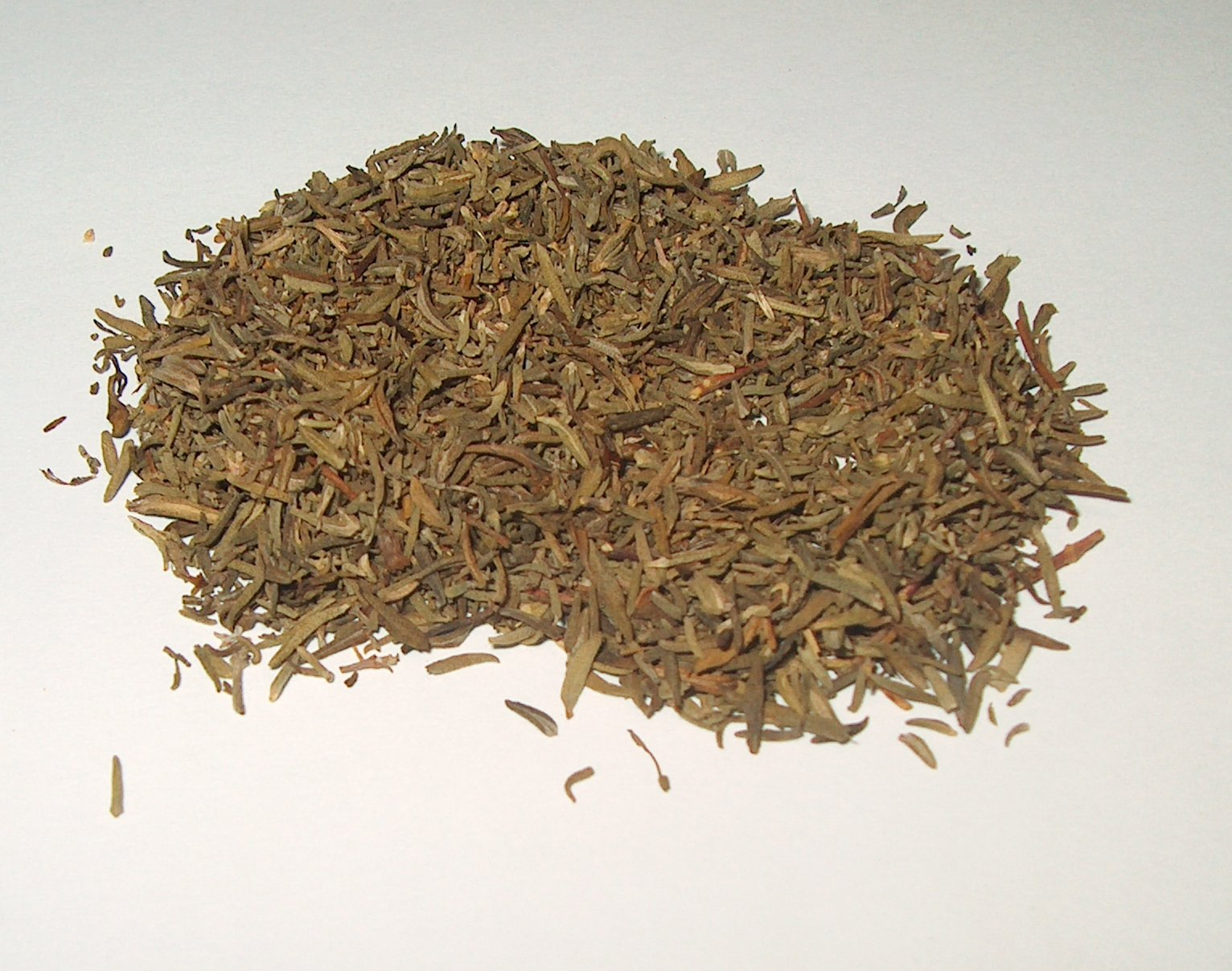
Sušená droga

Mateřídoušky patří k velmi starým léčivým rostlinám; udává se, že jsou využívány již více než dva tisíce let. Sbírá se celá nať (bez zdřevnatělých stonků) za plného květu, ideálně za slunečného počasí. Patří ke sběrovým, obchodně vykupovaným surovinám. Ke komerčně nejvýznamnějším druhům patří tymián pravý (Thymus vulgaris), Thymus mastichina, Thymus zygis a Thymus capitatus; k nejvýznamnějším světovým producentům patří Francie, Španělsko a další jihoevropské země.
Droga, nazývaná Herba serpylli, resp. Herba thymi, má výrazné antiseptické, dezinfekční, spazmolytické a uklidňující účinky a podporuje imunitní systém organismu. Pytlíček se sušenou mateřídouškou pod polštářem pomáhá navodit příjemný spánek, pomáhá proti stresu, úzkostem, duševnímu vypětí a nervozitě. Vnitřně se droga používá ve formě čajů a sirupů proti kašli, k dezinfekci a uvolnění zahleněných dýchacích cest (lze také inhalovat), při zažívacích a žaludečních potížích, průjmech a nadýmání, pro podporu trávení a vypuzení střevních parazitů. Zevně jako tinktura k ošetření nehojících se hnisavých ran, vyrážek a vředů či ke gynekologickým a ústním výplachům, kdy odstraňuje zápach a infekce, například kvasinkové. Je vhodnou přísadou ke zklidňujícím a uvolňujícím bylinným koupelím, k masážním emulzím při revmatických bolestech a pro usnadnění porodu. Neměla by se ovšem užívat během těhotenství a kojení vzhledem k obsahu mírně toxických látek karvakrolu a thymolu; dlouhodobé používání a předávkování může vést k narušení funkce ledvin. Vůně působí jako repelent odpuzující moly a jiné hmyzí parazity.
Destilovaný esenciální olej se využívá v aromaterapii a kosmetice, např. k výrobě parfémů, zubních past, ústních vod a jiných hygienických prostředků, pot-pourri nebo osvěžovačů vzduchu. Potvrzeny byly jeho antibakteriální, fungicidní a antioxidační účinky, využitelné mimo jiné při uchování potravin. Silné dezinfekční, insekticidní a fungicidní působení má zejména thymol, který byl používán už ve starověkém Egyptě mimo jiné ke konzervaci těl v procesu mumifikace; během morových epidemií ve středověké Evropě se věřilo, že svými účinky ochrání před černou smrtí. Sušená nať některých druhů byla v antickém Řecku pálena jako kadidlo a vonná obětina.

### Gastronomie

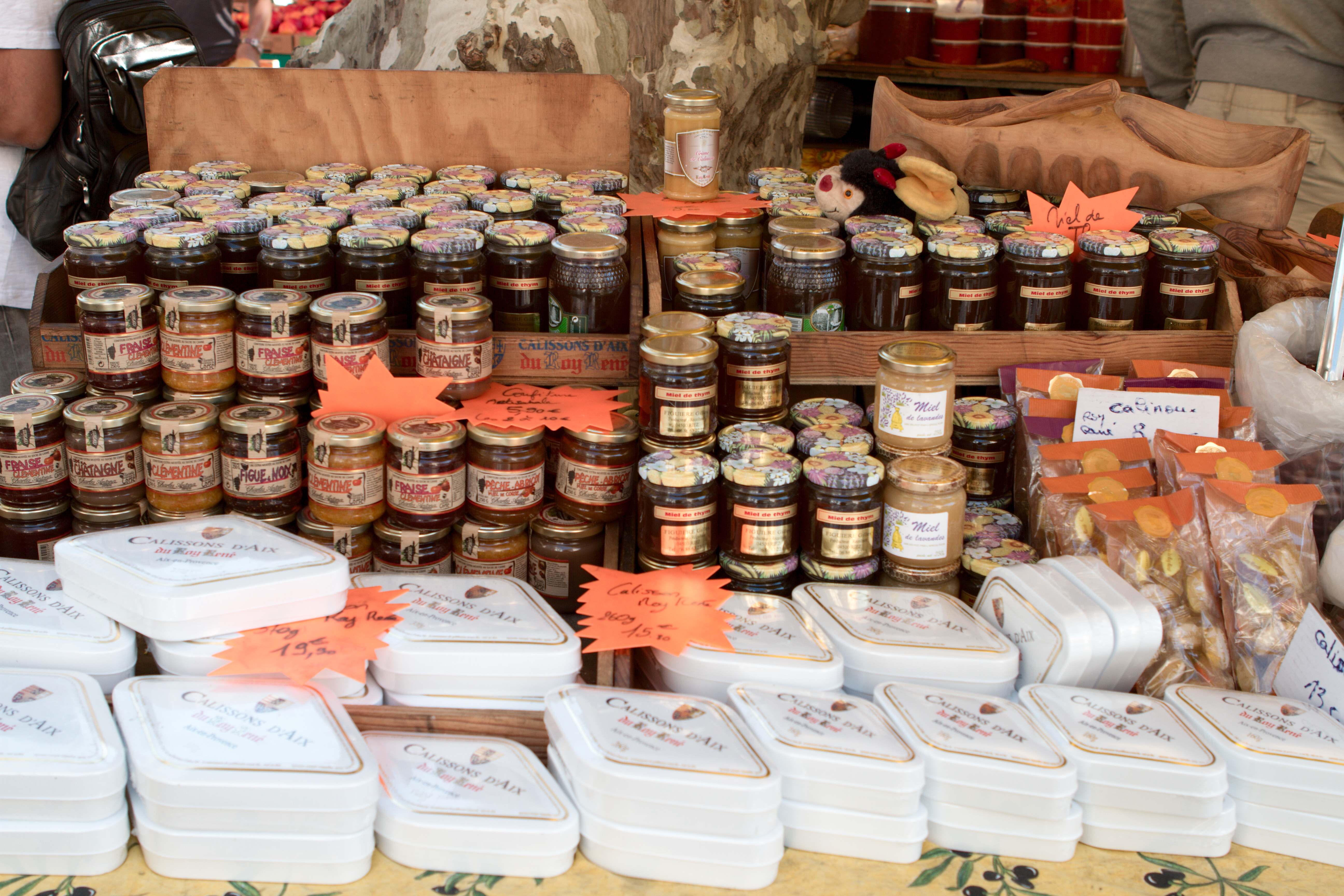
Mateřídouškový med (Miel de thyme) na trhu ve francouzském Aix-en-Provence

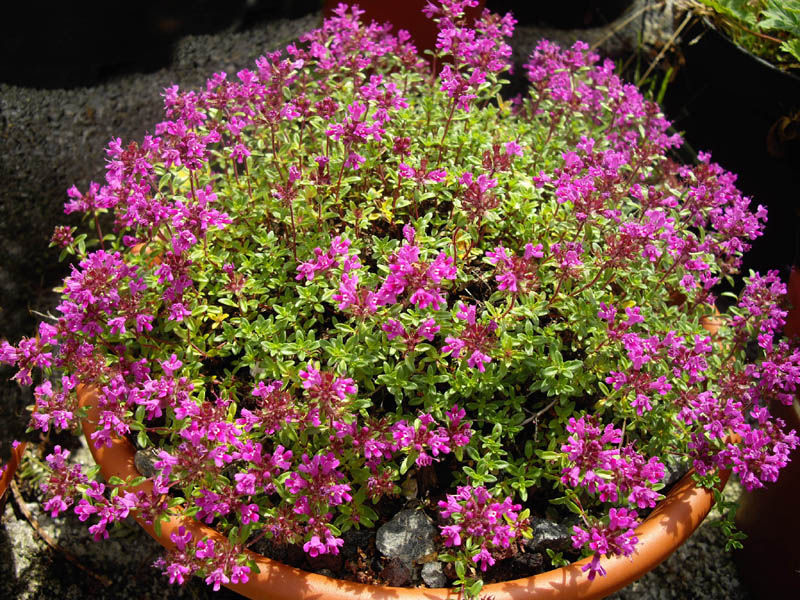
Kultivar Thymus serpyllum 'Minor' je vhodný k pěstování v zahradních nádobách

Jako koření se tato rostlina hodí ke steakům, rozmanitým pokrmům z drůbeže, k mletému či grilovanému masu i rybám. Skvěle se kombinuje též s grilovanou zeleninou, sýrovými omáčkami či luštěninovými saláty. Na Velikonoce je možné oživit s ní velikonoční nádivku. Využití má též při přípravě sladkých jídel nebo jako bouquet garni. Je možno s ní dochucovat bylinkové oleje, dresinky, octy a marinády, využívá se k přípravě sirupů a také bylinných likérů, jako je třeba španělské cantueso. Oblíbená je jako přísada bylinkových másel a sýrů (například kozích sýrů z oblasti Okcitánie a Provence).
Tymián je obvyklou součástí provensálského koření či orientální směsi za'atar a jednou ze základních bylinek středomořské kuchyně. Obvykle platí, že v pokrmech, kde lze použít tymián, je možné použít též mateřídoušku, a to jak v sušené, tak v čerstvé podobě.
Mateřídoušky patří k medonosným rostlinám poskytujícím dobrou pastvu včelám, což je využíváno při produkci medu. Druhový mateřídouškový med je vyráběn na některých místech ve Středomoří, např. v řeckém regionu Hyméttos, kde byl vysoce ceněn už od antických dob. Je velmi aromatický, jemně kořenité chuti a jantarové barvy a díky vysokému obsahu fruktózy zůstává dlouho v tekutém stavu. K dalším oblastem s produkcí tymiánového medu patří Sicílie, Kréta či Nový Zéland, kam byl tymián dovezen během 18. století.

### Okrasné zahradnictví
Různé druhy a kultivary mateřídoušek patří pro svůj půvabný vzhled, příjemnou vůni a léčivé účinky k oblíbeným zahradním rostlinám. Při pěstování vyžadují lehčí, propustnou, dobře drenážovanou půdu a stanoviště na plném slunci. Lze je pěstovat jako skalničky, na suchých zídkách, terasách, jako kvetoucí lemy záhonů a zahradních cestiček nebo k pokrytí obrubníků. Poléhavými kultivary odolnými proti sešlapu lze nechat porůst například venkovní dlažbu nebo zahradní kamenné chodníčky. Efektivně je lze množit dělením trsů, množí se také výsevem semen nebo řízkováním. Vhodné jsou také pro pěstování v květináči za oknem nebo na balkóně.
K často pěstovaným druhům patří např. mateřídouška časná, mateřídouška bělokvětá (Thymus drucei), pocházející ze západní a severozápadní Evropy, mateřídouška vejčitá, obecná nebo jejich kříženec Thymus ×citriodorus; dostupné jsou v mnoha barevných kultivarech i s bíle či žlutě panašovanými listy. Velmi dekorativní jsou dlouhokvěté druhy ze sekce Pseudothymbra, které však ve středoevropských podmínkách nejsou odolné vůči zimnímu chladu.

## Odraz vkultuře

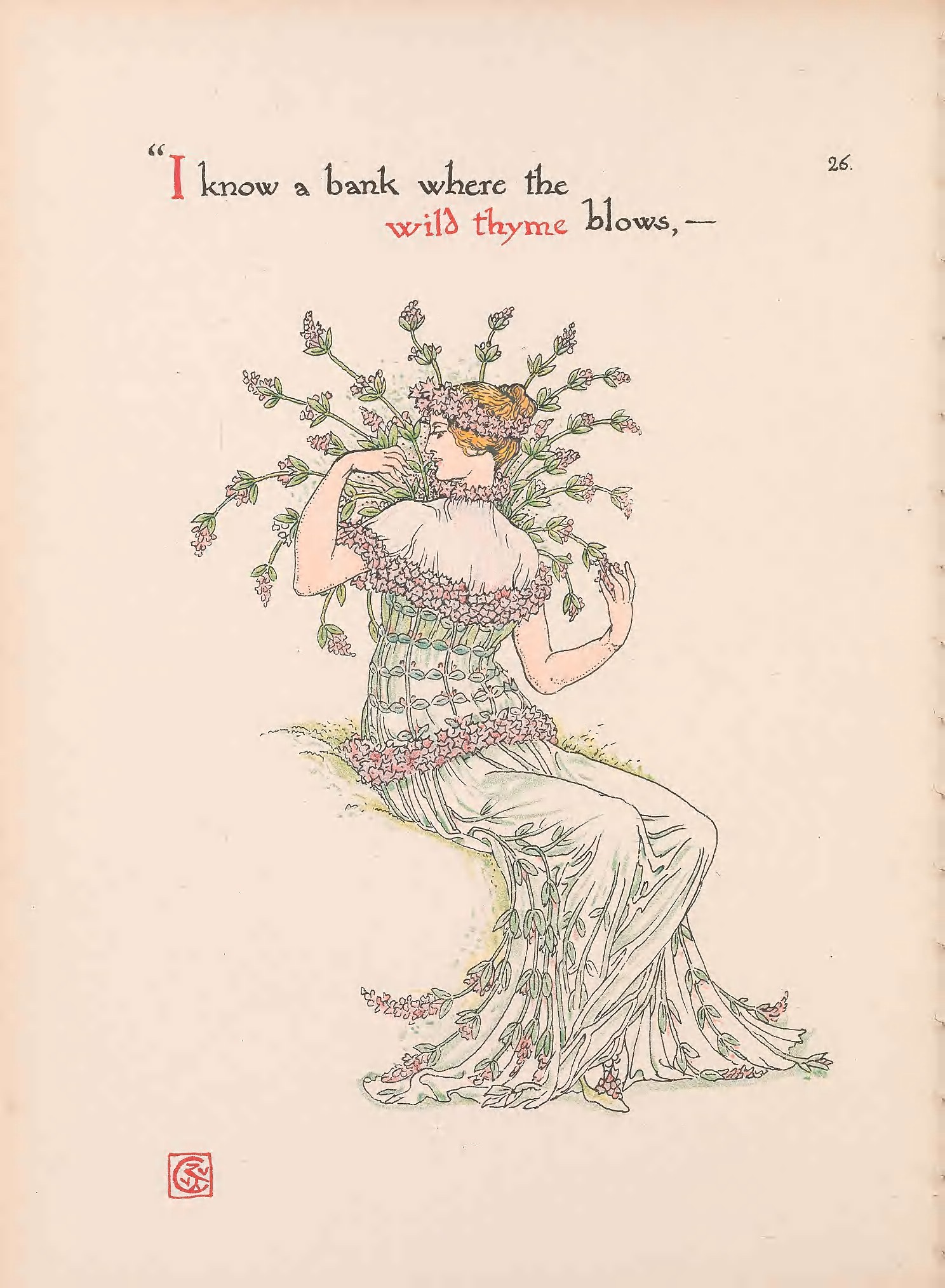
Ilustrace z anglické knihy Květiny ze Shakespearovy zahrady (Walter Crane, 1909)

Mateřídouška se objevuje v české literatuře například v titulní básni Karla Jaromíra Erbena ze sbírky Kytice nebo v poezii Jaroslava Seiferta; vždy je zde ztotožňována se vzpomínkami na mateřskou lásku. V poetické próze Jakuba Demla Moji přátelé je oslovována jako básníkova sestra a přítelkyně pasáčků, jež voní ze šatů léta. Rozkvetlý tymián je jedním ze symbolů Středomoří, objevujícím se např. ve vzpomínkové knize Marcela Pagnola Jak voní tymián. Mnoho pověstí a legend je spojeno se Svatou rodinou a jejich útěkem do Egypta, kdy drobný, voňavý, poléhavý kvítek tvořil polštář při jejich nuzném nocování. Příběh o Panně Marii, která v lázni z mateřídoušky ošetřovala Ježíškova roucha a plenky, takže vydávaly líbeznou, ducha povznášející vůni, zmiňuje v Legendách o květinách František Kubka. Ještě ve středověku se věřilo, že její vůně zahání jedovaté hady, brání proti zlé moci a podporuje statečnost; její výskyt v přírodě byl spojován s místy, na nichž tančí víly. O všeobecné oblibě mateřídoušky v českých zemích svědčí i množství škol, školek, denních center, spolků a dalších organizací, které nesou její jméno. Mnoha generacím malých čtenářů je znám stejnojmenný dětský časopis. V anketě magazínu Botany.cz a britské organizace Flora Europaea z roku 2009 byla zvolena českou národní ohroženou rostlinou.
I zželelo se matce milých dítek;
duše její se vrátila;
a vtělila se v drobnolistý kvítek,
jímž mohylu svou pokryla.
Poznaly dítky matičku po dechu,
poznaly ji a plesaly;
a prostý kvítek, v něm majíc útěchu,
mateří douškou nazvaly. 
Karel Jaromír Erben, Kytice (1853)

## Galerie

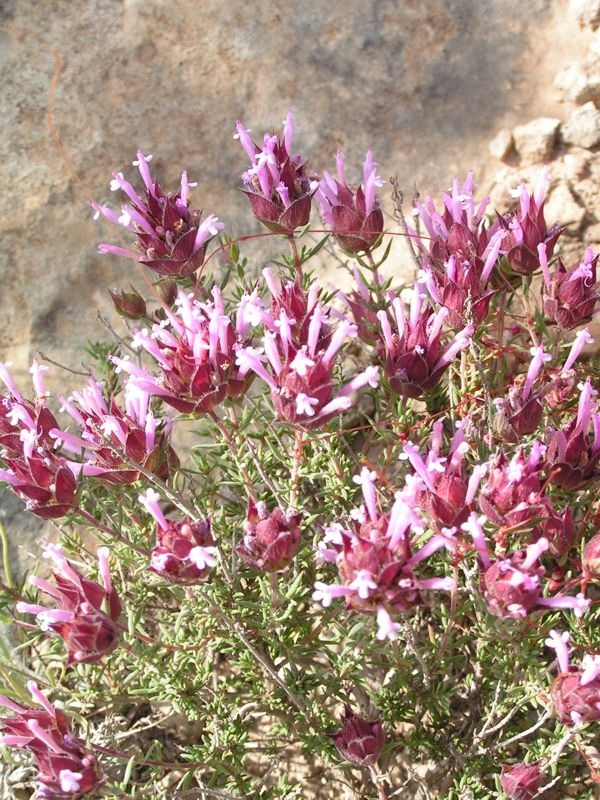
Thymus moroderi ze sekce Pseudothymbra, zdrojová bylina pro likér cantueso
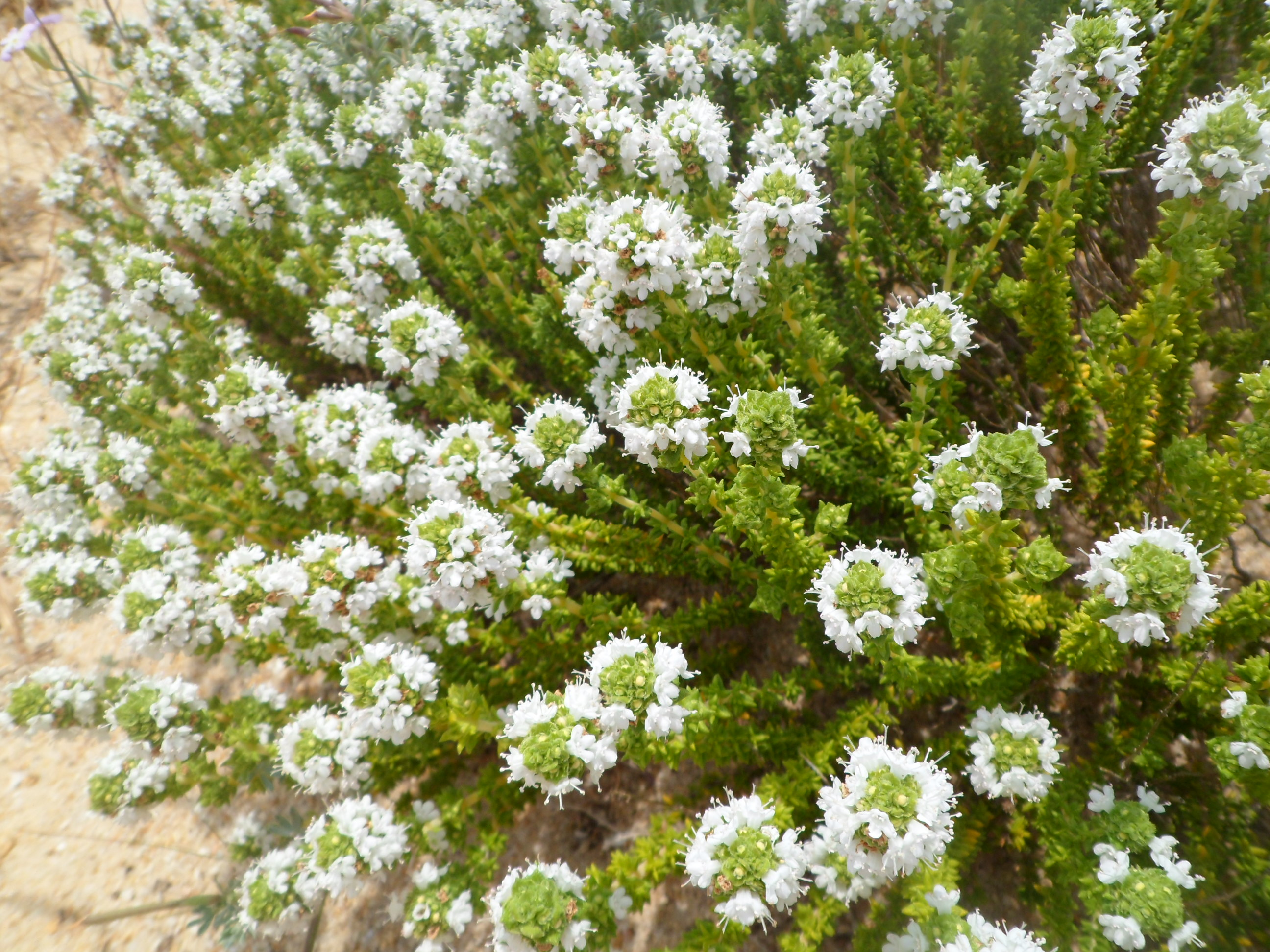
Thymus carnosus (sekce Thymus) je druhem rostoucím výhradně na písečných dunách jihoevropského pobřeží Atlantiku
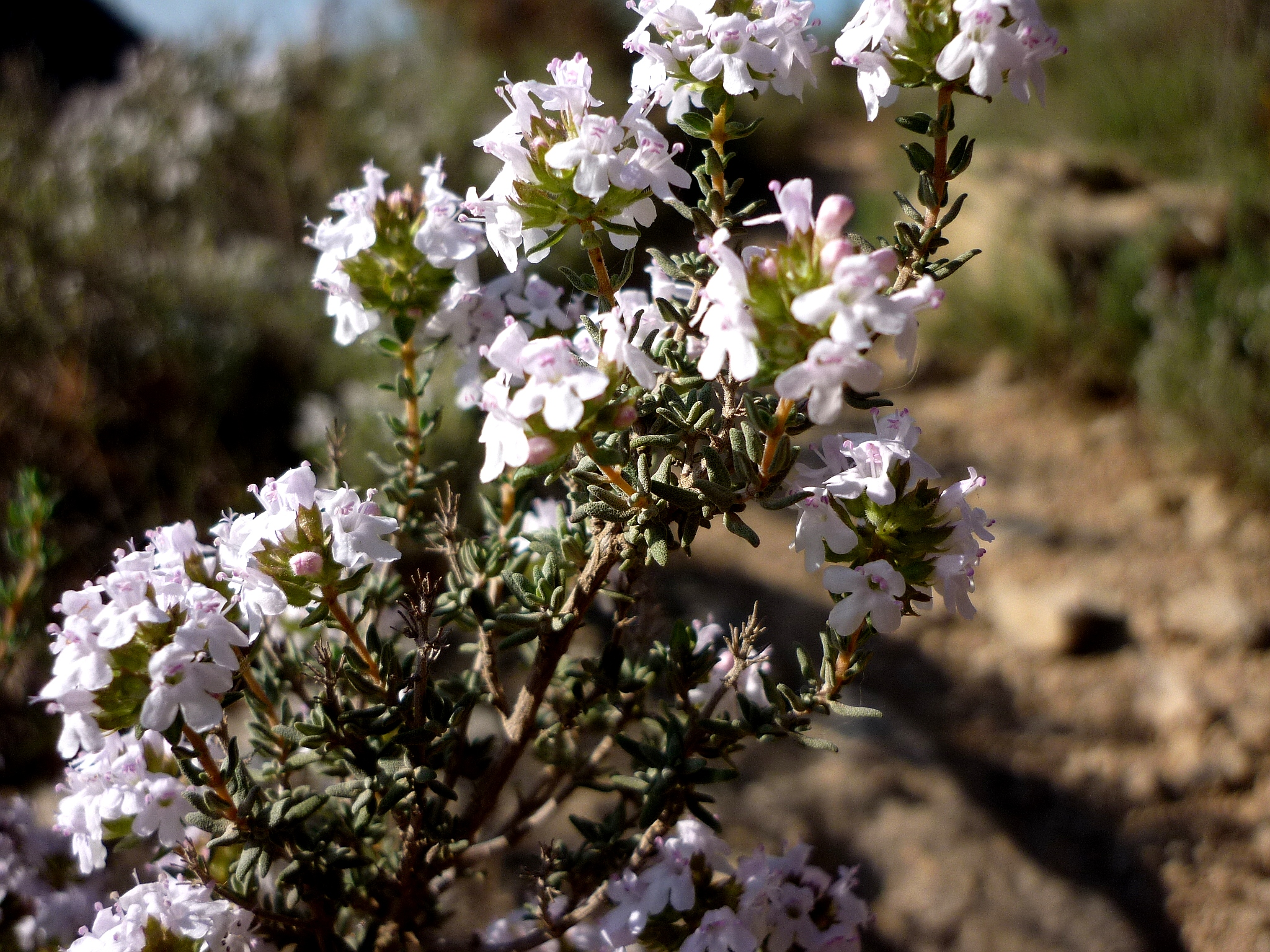
Tymián obecný (Thymus vulgaris): sekce Thymus
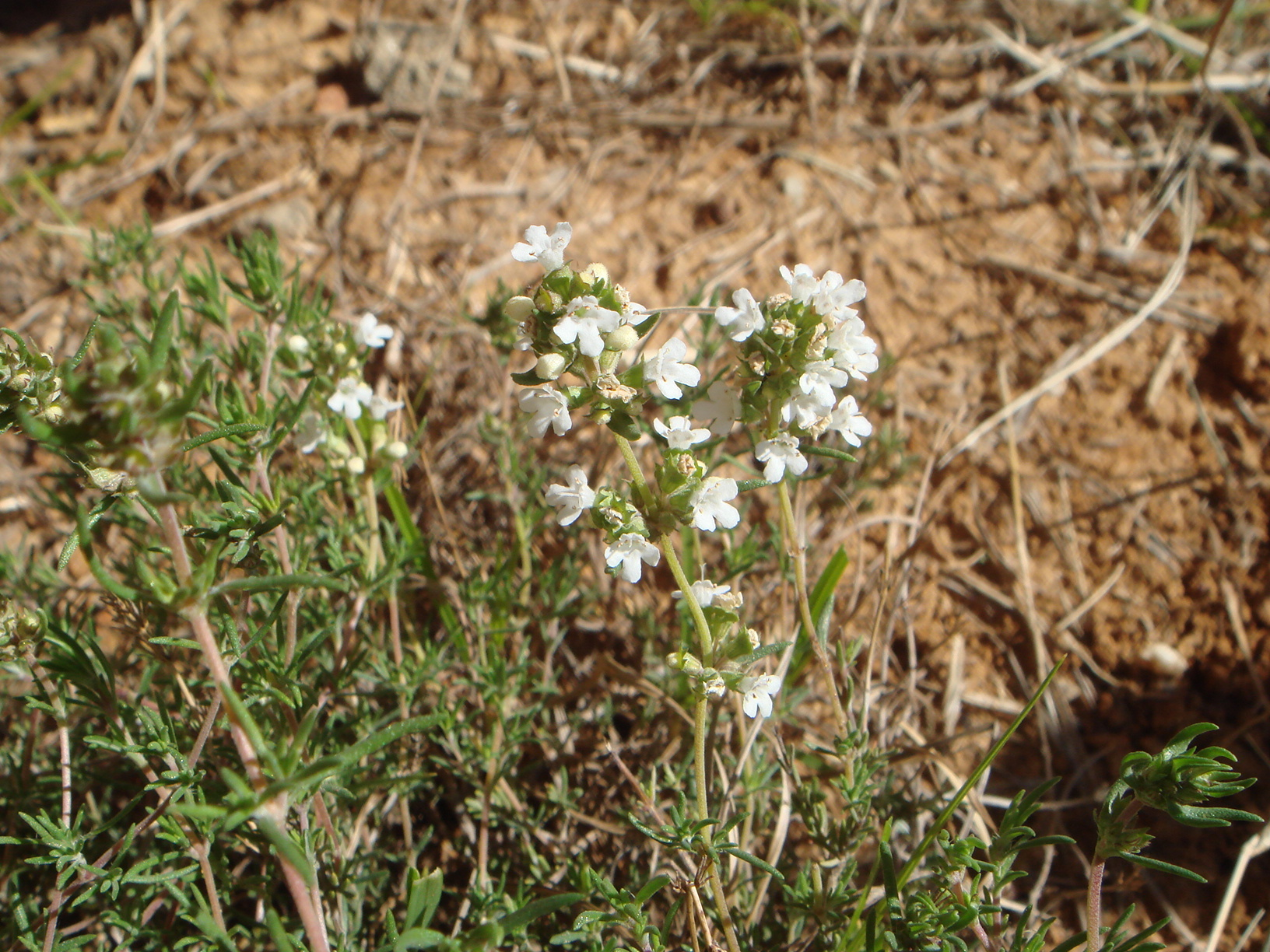
Thymus zygis (sekce Thymus)
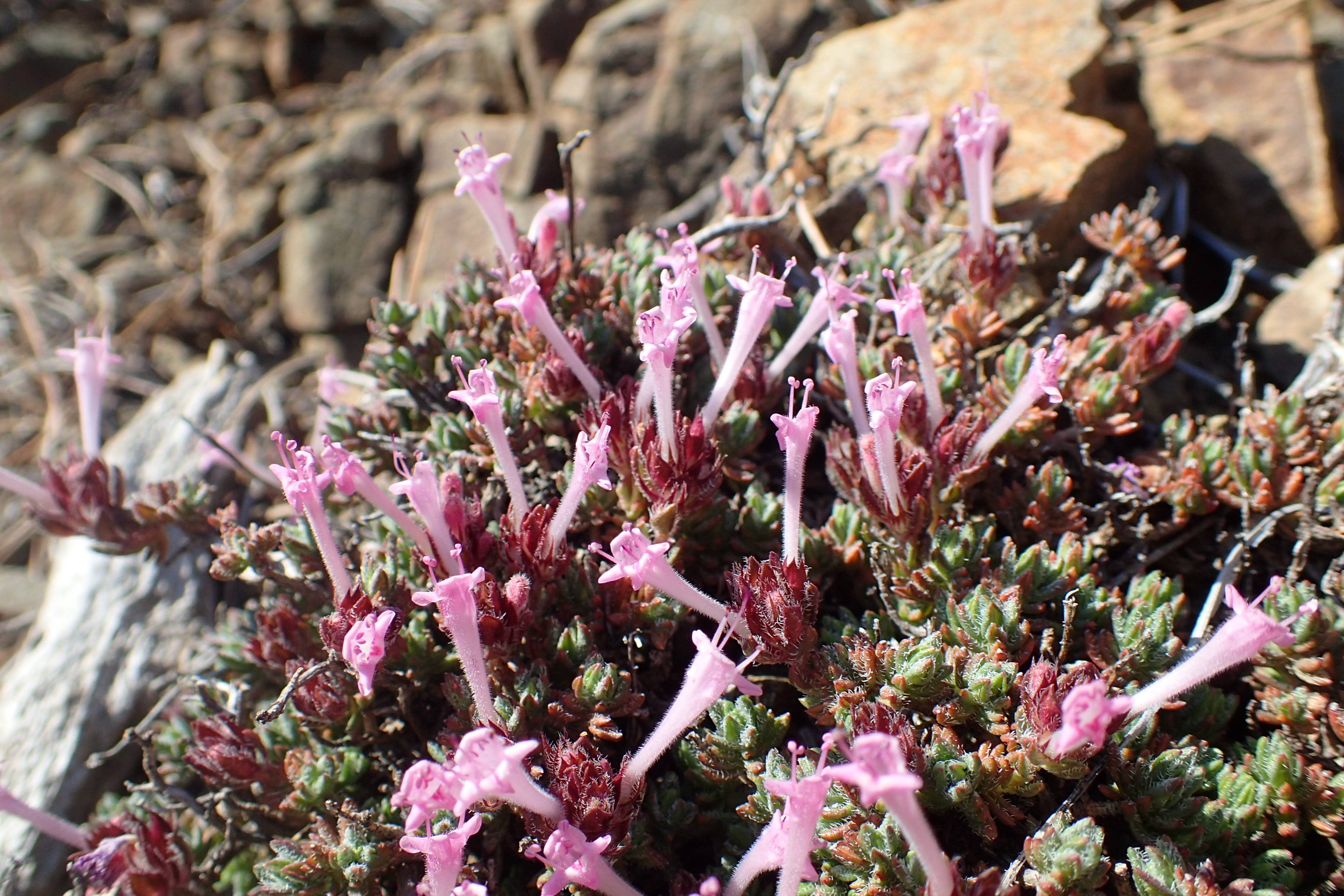
Kyperský endemit Thymus integer (sekce Hyphodromi)
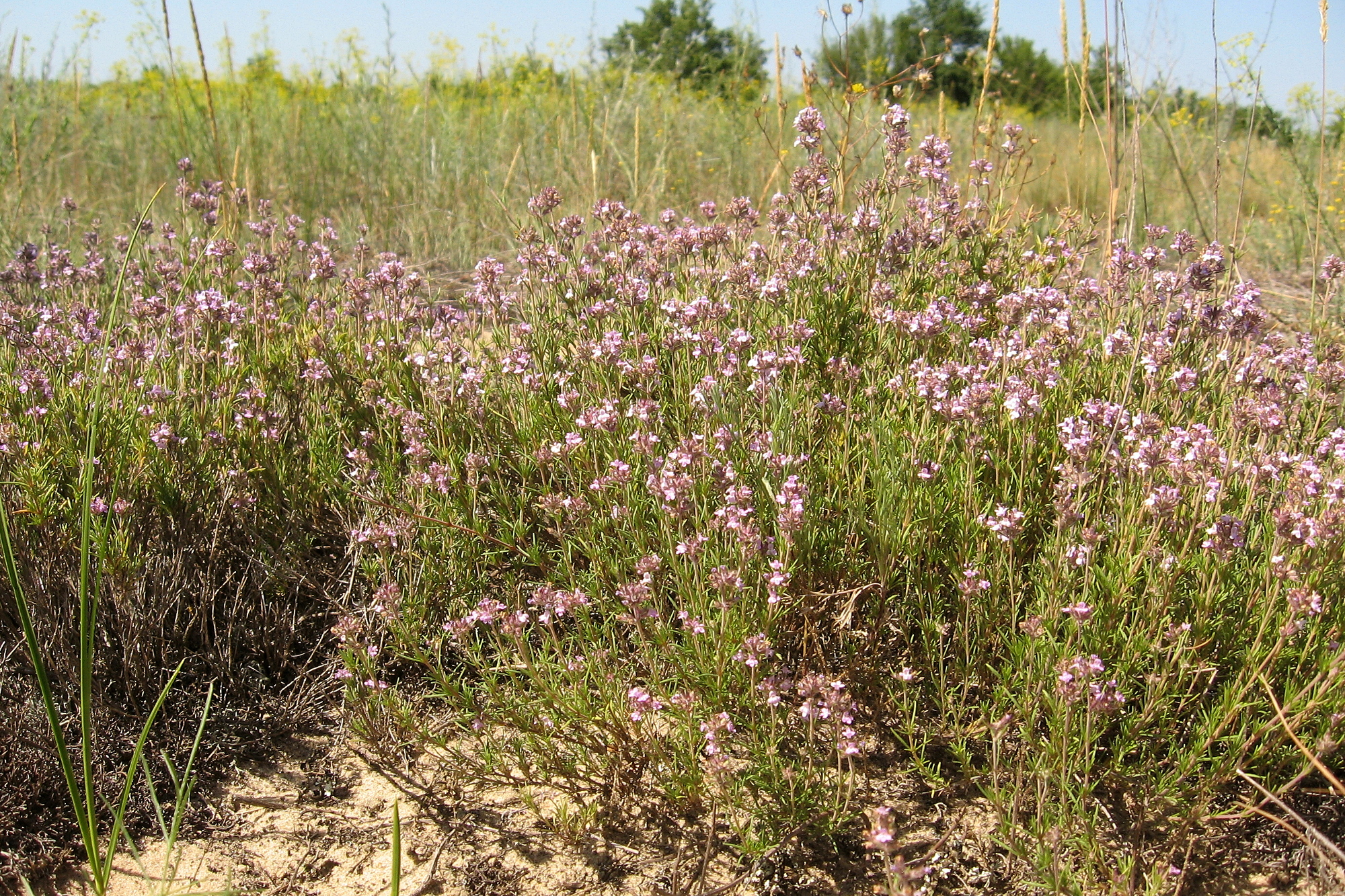
Porost Thymus borysthenicus (sekce Hyphodromi) v suché stepi u Černého moře
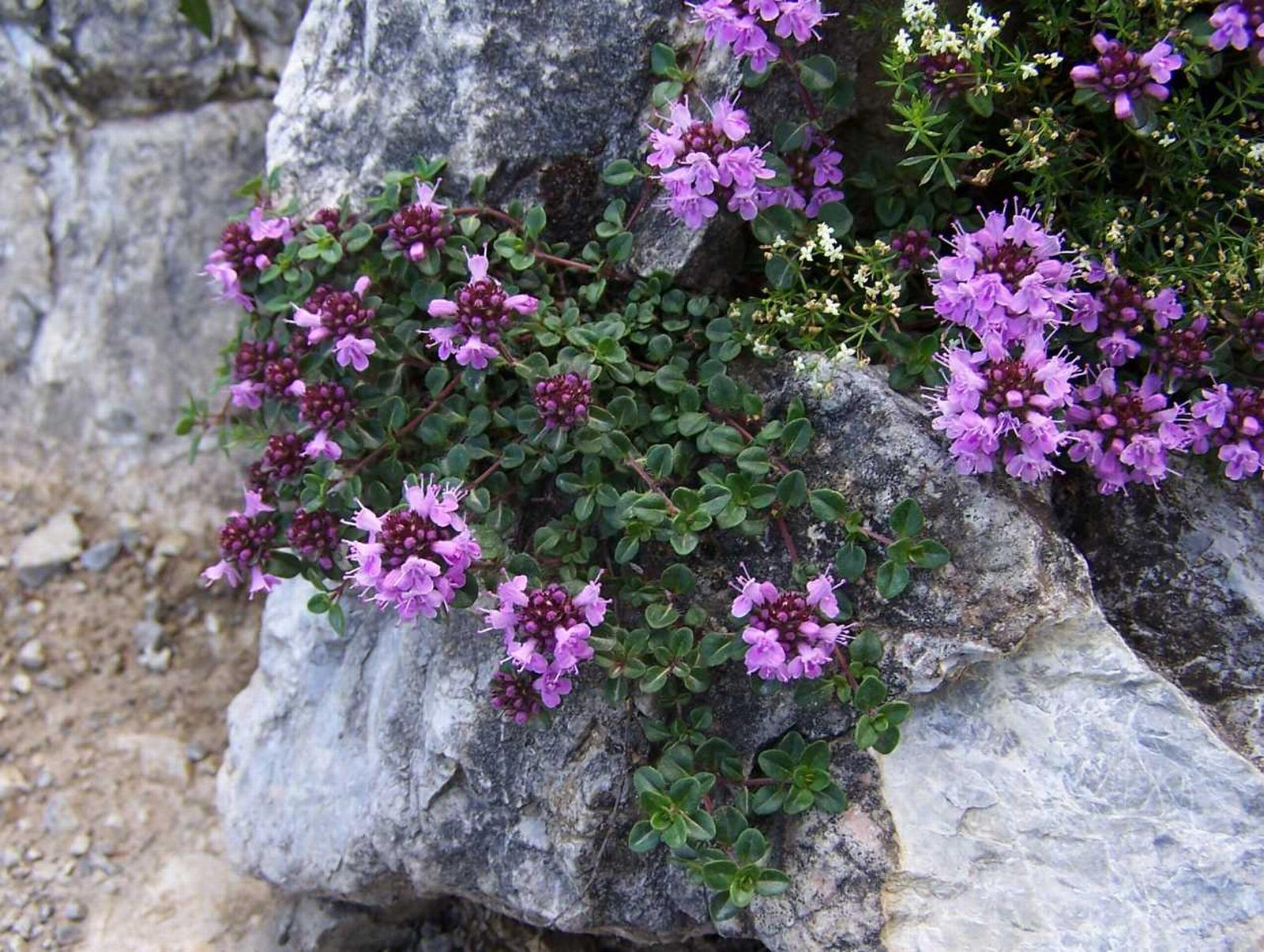
Mateřídouška ozdobná (Thymus pulcherrimus) ze sekce Serpyllum